# Historia del anarquismo en España
La historia del anarquismo en España se remonta al menos hasta la segunda mitad del siglo XIX y continúa hasta nuestros días.
A partir de la Primera Internacional arraigó el movimiento libertario en España, sobre todo a través de la corriente anarcosindicalista, que llegó a ser hegemónica dentro del movimiento obrero. Este quedó casi doblegado durante el Franquismo, manifestándose sólo a través de la clandestinidad. A partir de la Transición el anarcosindicalismo fue legalizado de nuevo. En la actualidad esta corriente está representada principalmente por dos organizaciones: la Confederación Nacional del Trabajo y la Confederación General del Trabajo.
Al margen del anarcosindicalismo, también han existido y existen corrientes anarquistas de corte individualista, esperantista, naturistas o a favor de la pedagogía libre, entre otros.

## Antecedentes del anarquismo en España
En España la historia de la rebeldía social, es decir, del desacato popular hacia el poder establecido y a la autoridad se podría remontar al principio de los tiempos. Son numerosas las muestras de sociedades en rebeldía. Uno de los mejores ejemplos fueron las bagaudas en tiempos de los romanos y visigodos, auténticas guerrillas rurales formadas por desertores de los ejércitos, campesinos pobres y de gente excluida de la sociedad que luchaban contra el poder establecido. Son un buen ejemplo de sociedad "guerrillera", que se dio en gran parte de los bosques y montañas de Europa durante siglos.
La aldea tradicional ibérica, como dice Piotr Kropotkin en El Apoyo Mutuo, quien, como Errico Malatesta se consideraba discípulo del franc-masón Mijaíl Bakunin, tenía una cierta autonomía política gracias a su aislamiento de los centros de poder. Fuera de los caminos principales, regiones enteras permanecían libres del poder señorial de los reinos medievales. Sin embargo, no estaban libres del poder de la Iglesia católica ni de algunos señores feudales, pero no pocas veces pasaban décadas enteras totalmente independientes. Las relaciones sociales y económicas más importantes de estas aldeas se daban mediante las posesiones comunales y el trabajo colectivo (común). Los bosques, los pastos de los puertos de montaña y parte del ganado se explotaban en común; los caminos, puentes, algunas casas (refugios de montaña, ermitas, almacenes...), eran obras de los aldeanos trabajando en común. No era infrecuente la ayuda mutua en las aldeas para construir nuevas casas, para turnarse para cuidar el ganado o incluso para ayudar a las familias en las que su cabeza de familia estaba enfermo. Los restos de esta sociedad han llegado en algunas zonas al siglo XX. La privatización de bienes comunales, conocida como desamortización en el siglo XIX provocaría un serio problema en las aldeas, comenzando una era de empobrecimiento acelerado, y la emigración del campo hacia la ciudad que provocaría un exceso de mano de obra barata con la que comenzó la burguesía la Revolución industrial.
La Revolución francesa logró cambiar las relaciones sociales en Europa. Sus ecos llegaron al terreno de las ideas. De esta revolución descienden el socialismo y el liberalismo que llegaron a España durante las primeras décadas del siglo XIX. El primer pensador anarquista moderno, William Godwin, escribió su obra cumbre ("Disquisición sobre la justicia política y su influencia en la virtud y felicidad de la gente") en 1793, influido vivamente por la Revolución en Francia. Allí los anarquistas de la época eran llamados Enragés, es decir, los "iracundos", los "enfadados". Sus líderes (Jacques Roux, Jean Varlet, Jean Leclerc) tuvieron mucha influencia en 1793, aunque terminaron siendo ejecutados bajo el régimen de Robespierre (que liquidó a todos cuantos estaban políticamente a su izquierda). Sus ideas y prácticas permanecieron prácticamente ignoradas durante décadas.
Durante las primeras décadas del siglo XIX, España permaneció al margen de las nuevas ideas europeas. Lejos de los centros de difusión del pensamiento (Londres, París o Berlín) las ideas tardaban mucho en llegar. La primera idea "socialista" llegaría a través de las obras de Fourier. Fourier proponía la creación de unas unidades de producción y consumo, las falanges o falansterios basadas en un cooperativismo integral y autosuficiente, así como en la libre consecución de lo que llamaba pasiones individuales, lo cual construiría un estado que llamaba armonía. En la práctica, sin embargo, solo hubo una experiencia de falansterio en Francia (fracasada inmediatamente); además, hubo otra experiencia en España promovida por Joaquín de Abreu y Orta en Jerez de la Frontera. Abreu, emigrado a Francia, conoció a Fourier en 1831 y tomó parte en su experimiento de falansterio en Condé-sur-Vesgres. Vuelto a Cádiz en 1834, expuso las teorías falansterianas en los periódicos de la ciudad. En 1841, uno de los discípulos de Abreu, Manuel Sagrario de Veloy intentó realizar en Tempul, cerca de Jerez, una "asociación armónica" en una gran extensión de territorio: quería fundar un falansterio. Pero para reunir el capital fue a Madrid, a intentar convencer al gobierno para que lo financiara. Al negarle este su apoyo abortó el proyecto. El falansterismo andaluz fue tachado de "socialismo de señoritos", por su excesivo paternalismo y por la proveniencia social de sus impulsores. Otra incursión en España de una idea socialista libertaria, fue la de los icarianos. Basados en las ideas de Étienne Cabet, pretendían el establecimiento de comunas igualitarias. Sus obras y proyectos influyeron a algunos españoles, entre ellos a Narciso Monturiol, creador del primer submarino.
Por su parte los obreros comenzaron a constituir las primeras sociedades de socorro mutuo. La primera sería la Asociación mutua de obreros de la industria algodonera de Barcelona. Esta mutualidad sería disuelta en 1841 por publicar un manifiesto demandando la implantación del seguro de enfermedad y paro forzoso. Se trataba de un claro precedente de los sindicatos. Ahondando en este desarrollo de las asociaciones obreras se crearía en estos años de apertura, del bienio progresista (1854 a 1856), la primera federación obrera, que se llamó Las Tres Clases del Vapor, del textil. Pero en 1855 se suprimirán de un plumazo todas las asociaciones obreras excepto las de carácter filantrópico o de socorros mutuos bajo el control directo de la autoridad local. El objetivo era mantener el orden público que estaba amenazado por la huelga de las sociedades obreras catalanas ante el llamado "conflicto de la media hora". En las fábricas textiles de la época abundaron los ataques luditas en contra de la introducción de la maquinaria. Pero la de 1855 es considerada la primera huelga general de la historia de España, puesto que al estar concentrada casi toda la industria en Barcelona, al parar la producción se paralizó la actividad económica del país en su conjunto.

“Los términos en que se planteaba el conflicto eran simples. Desde primeros de mayo de 1855, cuatro fabricantes habían impuesto a sus obreros hiladores que, aparte de las doce horas de lunes a viernes y las nueve horas los sábados, trabajasen media hora más el sábado por la tarde en las semanas en que había habido algún día festivo además del domingo. Los hiladores se negaron y fueron despedidos. Poco tiempo después, otros trece fabricantes imitaron la exigencia de los cuatro primeros... Los patronos exigían cincuenta y siete horas y media, y los obreros se negaban a la imposición de esta media hora suplementaria”. Fuente: 

El francés Pierre-Joseph Proudhon, haría una síntesis de los anteriores movimientos socialistas utópicos, y le añadiría características nuevas propias del proletariado que se comenzaba a organizar por sí mismo, que llamaría federalismo o mutualismo. Dentro del movimiento federalista, Proudhon se decantaría por un federalismo radical y claramente socialista. Su idea socialista era por tanto federalista, contraria al centralismo que propugnaban los socialistas alemanes (Marx, Engels, Lassalle). Francisco Pi y Margall (nombrado, en su muerte, "El más sabio de los federalistas, casi un anarquista" por Ricardo Mella), en su exilio en Francia conocería ampliamente las ideas de Proudhon. Traduciría los libros El principio federativo y La filosofía del progreso, que serían los primeros libros anarquistas que se escribieron en castellano. Cuando Pi y Margall funda su partido republicano federal, este tendrá una facción de federalistas radicales, llamada los "intransigentes", entre los cuales habría varios militantes que más tarde pasarían al anarquismo. El anarquismo atraía a menudo a personas proveniente de la burguesía radical, y a lo largo de las siguientes décadas numerosos republicanos y masones se irán acercando a estas ideas.
Otro tipo de factores de descontento en España fueron dando pie al anticlericalismo dado el gran poder de la Iglesia católica en la sociedad española, o al bandidaje social, debido al acoso al que se veía sometido el mundo rural, por ejemplo. También abundaron durante el siglo XIX insurrecciones campesinas debido a las penosas condiciones de vida en el campo andaluz, como las de El Arahal (1857) o Loja (1861). En estos casos no tenían nada que ver con una agitación anarquista, puesto que no existía, sino que eran claras explosiones de descontento.

## Las primeras décadas (1870-1900)

### La I Internacional (1870-1881)

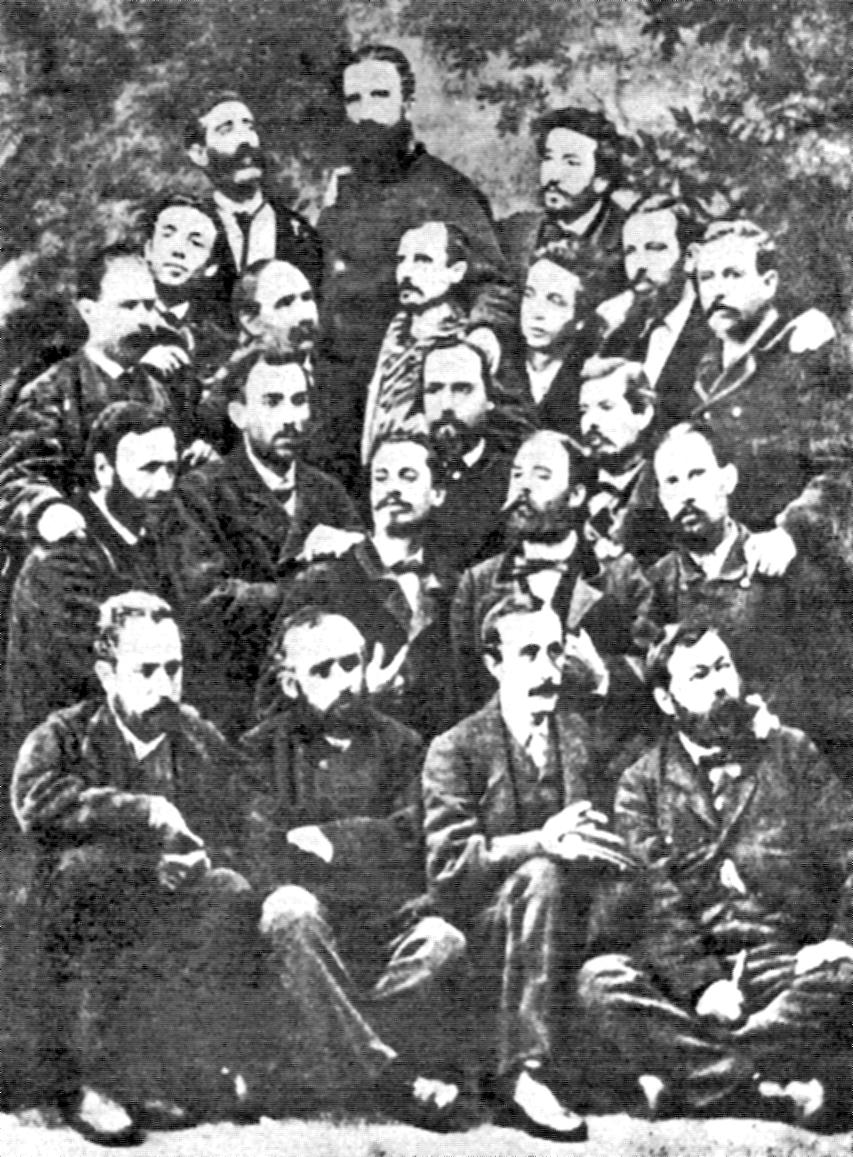
Grupo de fundadores de la Primera Internacional, en Madrid, en octubre de 1868. Giuseppe Fanelli aparece en el centro arriba del todo con una larga barba.

El anarquismo "moderno" se introduce en España en el otoño 1868. Giuseppe Fanelli llegó a España en aquel año con la misión de reclutar miembros para la Primera Internacional (creada en Londres en 1864), y finalmente organizar una sección en España. Fanelli, a su vez era miembro de la entonces recién creada Alianza de Mijail Bakunin. En los días 16 a 23 de noviembre de 1868, Fanelli estableció contacto en Valencia con Elías Reclús, hermano del geógrafo anarquista Eliseo Reclus y también se reunió con el político federalista José María Orense, iniciándose así el anarquismo en la zona portuaria y obrera de esta ciudad.
Sin embargo, la Internacional estaba bajo la influencia de Karl Marx, cuyos partidarios tenían la mayoría en el Consejo General de Londres. Cuando la Alianza se quiso adherir a la Internacional como organización, se le denegó bajo la argumentación de que las secciones debían basarse en los territorios, y no en tendencias ideológicas. Bakunin, que lo que quería era entrar en la Internacional, decidió disolver formalmente la Alianza, y que los aliancistas entraran de forma individual adheridos a sus respectivas federaciones nacionales. Sin embargo, a pesar de disolver la Alianza oficialmente, los antiguos aliancistas seguirán en contacto, actuando de facto como una tendencia en el seno de la Internacional.
Fanelli solamente hablaba en francés e italiano, así que los presentes podían comprender muy poco de lo que estaba diciendo. De todos los presentes, un hombre, Tomás González Morago, sabía algo de francés. Aun así Fanelli, logró convencerlos. Anselmo Lorenzo dio cuenta de su oratoria:

"Su voz tenía un tono metálico y era susceptible a todas las inflexiones apropiadas para lo que él estaba diciendo, pasando rápidamente de entonaciones de furia y amenaza en contra de los tiranos y explotadores para tornarse lastimosa y consoladora... nosotros podíamos comprender su expresiva mímica y seguir su discurso."
Anselmo Lorenzo. El proletariado militante

Estos trabajadores se convertirían en el núcleo de la Internacional en España, dedicándose desde entonces a extender "la idea". Fanelli, no se sabe si a propósito o por despiste, presentó los estatutos de la Alianza como si fueran los de la Internacional. El primer grupo de internacionalistas establecido en España sería el de Madrid. Tras unos meses de mítines, reuniones y debates lograron atraer bastantes seguidores. Pusieron las bases para la creación del embrión de un sindicato. Hacia 1870 la sección madrileña de la Internacional tenía 200 miembros.
Al igual que en Madrid, la Internacional pronto arraigaría en Barcelona. Fanelli también haría una presentación de la Internacional en esta ciudad. Barcelona, ciudad industrial y proletaria, era entonces un bastión del republicanismo federal. Incluso los obreros estaban fuertemente impregnados de estas ideas. Como se ha dicho antes, la ciudad había sufrido varias revueltas en el bienio progresista de 1854-56. También eran frecuentes las revueltas contra la recluta obligatoria para el ejército, las quintas. En 1869 se creará una sección de la Internacional en Barcelona.
Estos dos centros de actividad internacionalista continuaron extendiendo sus ideas a otros lugares. El anarquismo arraigaría pronto por toda la península, sobre todo en Valencia, Andalucía y Galicia. Los primeros periódicos anarquistas fueron La Federación (Barcelona), creado en 1869, La Emancipación (Madrid), creado en 1871 y que sería el periódico oficioso de la Internacional, que tras la llegada de Paul Lafargue se decantaría por el marxismo, y El Condenado (también de Madrid), dirigido por Tomás González Morago que se dedicaría a contrarrestar al anterior, y que sería el primer periódico anarquista de España.

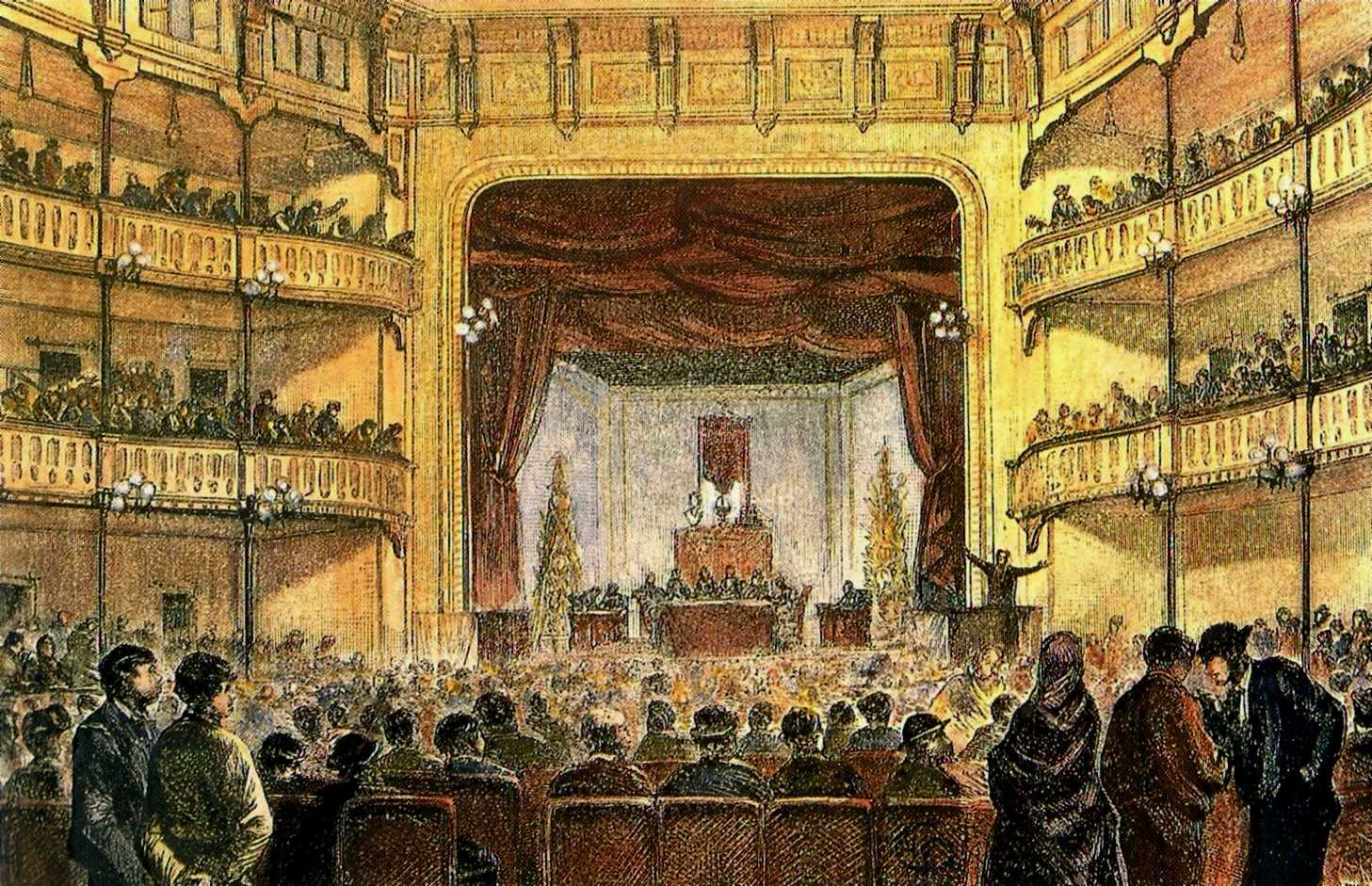
Un grabado del Congreso de 1870.

El primer evento importante en esos años fue el Congreso Obrero de Barcelona de 1870 que reunió delegados de unas 150 organizaciones obreras, y contó con miles de observadores ("ocupando cada silla, llenando los pasillos, y esparramados más allá de la entrada," según Murray Bookchin). Aquí la sección española de la Internacional fue constituida como la Federación Regional Española de la AIT (también conocida simplemente como la Federación española). También en él se decidió la estructura de la organización, que terminó siendo más parecida a un sindicato que a un partido obrero. El congreso tuvo un claro tinte anarquista a pesar de la presencia de miembros no anarquistas de la Internacional de otras naciones Europeas. Fue tratado con cierto desdén por la prensa y los partidos políticos.
El conflicto presente en la Internacional entre los partidarios de Marx y de Bakunin, también salpicó a la Federación española. Paul Lafargue (el yerno de Marx), llegó a España tras la derrota de la Comuna de París, en 1871. Se instaló en Madrid, y pronto tuvo un grupo de seguidores. Consiguieron la mayoría en varios comités de la Federación en Madrid, así como en el periódico de la misma, La Emancipación. Y desde estos puestos comenzaron a defender la necesidad de crear un partido obrero en España para emancipar al proletariado. En Zaragoza se celebró el II Congreso de la FRE-AIT en mayo de 1872. El nuevo Consejo Federal pasó a residir a Valencia.
En 1872 la Federación madrileña expulsó al grupo pro-socialista de la organización (entre otros se encontraban personalidades como Pablo Iglesias). Los expulsados constituirían a continuación la Nueva Federación Madrileña que fue el embrión del Partido socialista. En el mismo año, 1872, Mijaíl Bakunin fue expulsado de la Internacional por los marxistas tras el congreso de La Haya (Holanda). Los anarquistas se reorganizaron en el congreso de Saint-Imier (Suiza) y lograrían consolidar su fuerza en Italia y España. La Federación española funcionó a partir de entonces sin consejos centrales, libre de burocracia.
El 25 de diciembre de 1872 comenzó en Córdoba el III Congreso de la FRE-AIT, en el que se aprobó por unanimidad el dictamen de la Comisión contrario al Congreso de La Haya (partidario de Marx) y favorable al de Saint-Imier (anarquista). A partir de aquí, se produjo lo que se podría denominar como la bifurcación oficial de las dos ramas del socialismo en España: la marxista y la libertaria. Durante estos años la Federación Regional Española se convirtió en una de las secciones más numerosas de la AIT. En 1872 contaba con 11.500 afiliados, y en 1873 con más de 40.000.
Los problemas del llamado sexenio revolucionario español, continuaban. El Rey Amadeo I renunciaba al trono el 11 de febrero de 1873. Ese mismo día se proclamaría la República. Pero por un lado en el norte estalló un levantamiento carlista, y por el otro en la costa mediterránea estallaría la llamada Revolución cantonal. En esta revolución participarían bastantes internacionalistas entremezclados con los republicanos federales intransigentes que lideraban estas revueltas. Los casos más sonados fueron los de la Revolució del petroli de Alcoy, Sanlúcar de Barrameda o el Cantón de Cádiz (en el que participó el anarquista Fermín Salvochea) en donde la revuelta tomó un cariz más popular. Por el contrario en el Cantón de Cartagena, que fue el símbolo de la Revolución cantonal, no participaron internacionalistas.
La revolución del petróleo de Alcoy comenzó cuando los trabajadores pidieron las ocho horas diarias de jornada laboral. El conflicto se tornó violento cuando la policía reprimió una manifestación a tiros, lo que causó el asalto del ayuntamiento como respuesta, tomando los obreros el control de la ciudad. A partir de estos hechos, la prensa escribió historias sensacionalistas acerca de supuestas atrocidades que nunca tuvieron lugar -sacerdotes crucificados, hombres envueltos en llamas, etc.
A mediados de año la república se convertiría en República Federal, lo que comenzó a desatar un movimiento militar antirrepublicano ante la situación (para los militares) descontrolada que vivía el país. Tras el aplastamiento del Cantón de Cartagena, los sucesos de Alcoy y de Sanlúcar de Barrameda, el 11 de enero de 1874, la Internacional fue declarada ilegal. La organización pasó entonces a la clandestinidad y su prensa desapareció. Pero, aun así en junio de 1874 se pudo celebrar el IV Congreso de la FRE-AIT, en Madrid, al que lograron acudir 48 federaciones locales. En aquellos momentos la FRE-AIT estaba compuesta nada menos que por 190 federaciones locales y 349 secciones (sindicatos), estando en constitución otras 135 feraciones locales y 183 secciones más.
Con la clandestinidad decretada en 1874 sobrevino una crisis en la FRE debido a las persecuciones. Pero La Alianza (bakunista) volvió a tomar los hilos y desde 1875 las "conferencias comarcales" (una comarca era el equivalente a una región actual) celebradas todos los veranos reemplazaron a los congresos. Desde entonces el Consejo Federal pasó a residir en Barcelona.

### Vuelta a la legalidad: la Federación de Trabajadores de la Región Española (1881-1888)
En 1881 el gobierno dirigido por Práxedes Mateo Sagasta aprobó la ley de Asociaciones mediante la que se legalizaba la actividad de las organizaciones obreras. En septiembre de 1881 se celebró el I Congreso para la constitución de una nueva federación obrera. De nuevo se realizaría en el Teatro del Circo de Barcelona, el mismo escenario en el que se había fundado la FRE-AIT en 1870. En el congreso se fundaría una nueva organización basada en los principios de la FRE, la Federación de Trabajadores de la Región Española (FTRE).
La FTRE en su nueva etapa creció muy rápidamente y en 1882 tuvo su II Congreso (en Sevilla) en el que contaron con la adhesión de 663 secciones y un total de 57.934 afiliados. El recuerdo de la FRE seguía entre los obreros y la implantación de la Federación era muy mayoritaria comparado con la de las organizaciones marxistas (el PSOE).
Pero a lo largo de la historia de la FTRE surgieron problemas que ponían de manifiesto la falta de capacidad de reacción, lo que provocó serios descontentos internos. La situación agraria en Andalucía, donde la miseria hacía estragos (y en donde entre 1882 y 1884 estallaron varias revueltas campesinas) afectaron a la organización. En el seno de la Federación continuaban las tensiones heredadas de la FRE, entre quienes defendían la clandestinidad frente a una actuación pública y legal. Con la efervescencia campesina sobrevino una persecución gubernamental. Los sucesos de la La Mano Negra golpearían seriamente la frágil estructura de la organización, desencadenando un proceso de linchamiento mediático y de represión judicial y policial contra la FTRE. A pesar de que los grupos anarquistas de la zona afirmaban no tener nada que ver con dicha organización y que las pruebas eran inexistentes (se presionó a varios falsos testigos para que declarasen en contra de los imputados e incluso se aceptó como prueba el supuesto "reglamento" de la organización encontrado bajo una piedra en medio del monte), el estado llevó a cabo una durísima represión basándose en tres crímenes cometidos a finales de 1882 y los primeros meses de 1883. El resultado fueron 15 campesinos condenados a muerte, de los cuales 7 fueron ejecutados en Jerez de la Frontera, el 14 de junio de 1884.
Fuera de Andalucía la organización no sufrió persecuciones, pero el temor a recibirlas hizo que marcaran distancias sobre los distintos grupos partidarios de la acción armada y de responder al estado con violencia. En el III Congreso de octubre de 1883, en Valencia, se declaró que se rechazaba "toda solidaridad con los que se hayan organizado o se organicen para la perpetración de delitos comunes", declarando que "el criminal jamás podrá tener cabida en sus filas". El III Congreso en Valencia supuso el declive definitivo de la Federación. Antes, durante aquel año, se había convocado una reunión secreta celebrada por disidentes de la FTRE en enero de 1883, en Sevilla, en donde se constituiría una organización secreta: Los Desheredados. Se cree que esta organización revolucionaria anarquista existió hasta 1886, en Andalucía. Este grupo reivindicaría la lucha armada con todos los medios a su disposición de los anarquistas contra el estado y sus instituciones.
En el Congreso Extraordinario que se celebró en Barcelona a finales de septiembre de 1884 se propuso la retirada de la vida pública de la FTRE debido a las persecuciones a que era sometida por las autoridades. A partir de este momento surgieron fuertes desavenencias entre quienes eran partidarios de esta medida y quienes estaban en contra. En 1887 ambas partes volverían a reunirse en el IV Congreso de Madrid, pero las diferencias continuaron. En 1888 los partidarios de la Federación, previendo la escisión total del movimiento anarquista convocaron un nuevo congreso. Se celebraría en Barcelona, en donde dominaban las sociedades obreras de carácter anarquista. En este V Congreso se formaría la Federación de Resistencia al Capital, también conocida como el Pacto de Unión y Solidaridad. Con este "pacto" se estaba separando la organización económica o laboral de la político-social. La otra vertiente del movimiento formaría durante aquel mismo año, la Organización Anarquista de la Región Española (OARE) que solo tuvo un año de vida.
Paralelamente, los disidentes marxistas de la antigua Nueva Federación Madrileña fundaron en 1879 el PSOE, y crearon en 1888 la Unión General de Trabajadores (UGT). El movimiento obrero estaba definitivamente dividido.

### Anarco-colectivismo contra anarco-comunismo
En el terreno ideológico en esta década de 1880 aparecía en España el llamado anarcocomunismo o comunismo libertario. Había comenzado a ser teorizado por Piotr Kropotkin en la década anterior, y había sido asumido por todo el movimiento anarquista internacional. No ocurría lo mismo en España en donde predominaba el anarquismo seguidor de Bakunin, que era conocido como anarcocolectivismo.
Esta corriente anarcocomunista comenzó a introducirse en España debido a la emigración política.[cita requerida] Eran numerosos los militantes libertarios que tenían que refugiarse en el extranjero para escapar de la represión. Estos militantes al entrar en contacto con sus correligionarios europeos fueron adoptando el comunismo libertario, que poco a poco fue entrando en los medios anarquistas españoles. El primer periódico anarcocomunista se llamó La Justicia Humana, publicado en abril de 1886 en Barcelona y duraría 8 números. En su primer número quiso explicar lo que era el comunismo anarquista:

Somos comunistas anárquicos y por consiguiente enemigos de la propiedad individual que los colectivistas determinan en el producto íntegro del trabajo de cada uno (...). De la escuela colectivista nos separa el que santifica la propiedad individual que resulta del trabajo de cada uno.

Dos años más tarde se crearía otro periódico de la misma tendencia, que alcanzaría una duración mucho más larga. Se trataba de Tierra y Libertad. Más tarde sería el órgano oficial de la FAI.
Los debates iban sobre el tipo de organización que había que crear para llevar a cabo las ideas libertarias. Los colectivistas tenían la idea de que el trabajador era dueño del producto de su trabajo, la tierra para el que la trabaja y el que no trabaja no come. Por su parte los comunistas eran partidarios de una distribución regulada por las necesidades de cada individuo. Pero los colectivistas creían en la distribución mediante una comisión encargada de valorar el producto íntegro del trabajo (las horas de trabajo) que cada cual realizaba antes de distribuir el producto. Los comunistas argumentaban que este sistema significaría la creación una burocracia que se diferenciaría muy poco de una estructura social autoritaria, ya que la comisión acabaría convirtiéndose en un gobierno o cosa parecida, lo cual negaría el principio anarquista de sus propuestas.
Los anarcocomunistas elaboraron sus teorías partiendo precisamente de la necesidad de crear una estructura totalmente antiautoritaria, es decir, una organización social sin superestructuras y en la que las únicas organizaciones fueran las absolutamente imprescindibles para cubrir las necesidades de la población. Partiendo, pues, del anarcocolectivismo llegaron a la conclusión que la única forma de resolver el problema era la socialización de la distribución. Mediante la fórmula de de cada cual según sus posibilidades a cada cual según sus necesidades se impedía la creación de organismos que estuvieran por encima de aquellos creados para la producción. Los colectivistas veían en estas ideas una sociedad tremendamente espontaneísta y falta de estímulos para que el individuo se dedicara al trabajo.
Estas dos posiciones se enrocaron firmemente y el único modo de resolver la disputa fue el acuerdo de participar todos juntos en la acción anarquista sin tener en cuenta los fines económicos que cada cual apoyase (comunistas o colectivistas). A esta fórmula se la conocería como el anarquismo sin adjetivos.

### La propaganda por el hecho
La llamada propaganda por el hecho (o propaganda por el acto) es una estrategia de propaganda anarquista basada en el supuesto de que el impacto de una acción genera más repercusiones, obtiene más relevancia y, por tanto, es mucho más eficaz que la mera palabra para despertar la "conciencia revolucionaria". Así pues, la propaganda por el hecho implica predicar con el ejemplo de la acción. Su puesta en práctica buscaba elevar un conflicto latente al grado de conflictividad explícita, generando un elevado grado de tensión social que obligase a la mayoría a salir de su indiferencia y adoptar posturas distintas (y, a ser posible, revolucionarias) para resolver el conflicto.
En España las sociedades obreras quedaron desmanteladas en 1874, y no sería hasta la llegada al poder de Práxedes Mateo Sagasta, en 1881, cuando volverían a la legalidad. Sin embargo para aquel entonces en el anarquismo internacional ya predominaba la corriente que rechazaba cualquier tipo de organización por ser autoritaria. En 1881, tiene lugar en Londres un Congreso Anarquista Internacional que trataría de resucitar la Asociación Internacional de los Trabajadores. Sin embargo, esta nueva Internacional no logró despegar (se desarrolló sobre todo en los Estados Unidos, gracias al alemán Johann Most). La línea política de la organización era totalmente anarquista, pero pronto incluso se debatió sobre la conveniencia de seguir organizados, en tanto que "la acción por la acción" era considerada más eficaz que la organización. Una expresión de esta tendencia anarquista fueron los magnicidios cometidos por los anarquistas (sobre todo) italianos y franceses entre las décadas de 1880 y 1890. Por esto el anarquismo recibió una fuerte campaña de descrédito desde todos los ámbitos de la vida pública, que acabó en la equiparación automática entre anarquismo y terrorismo.

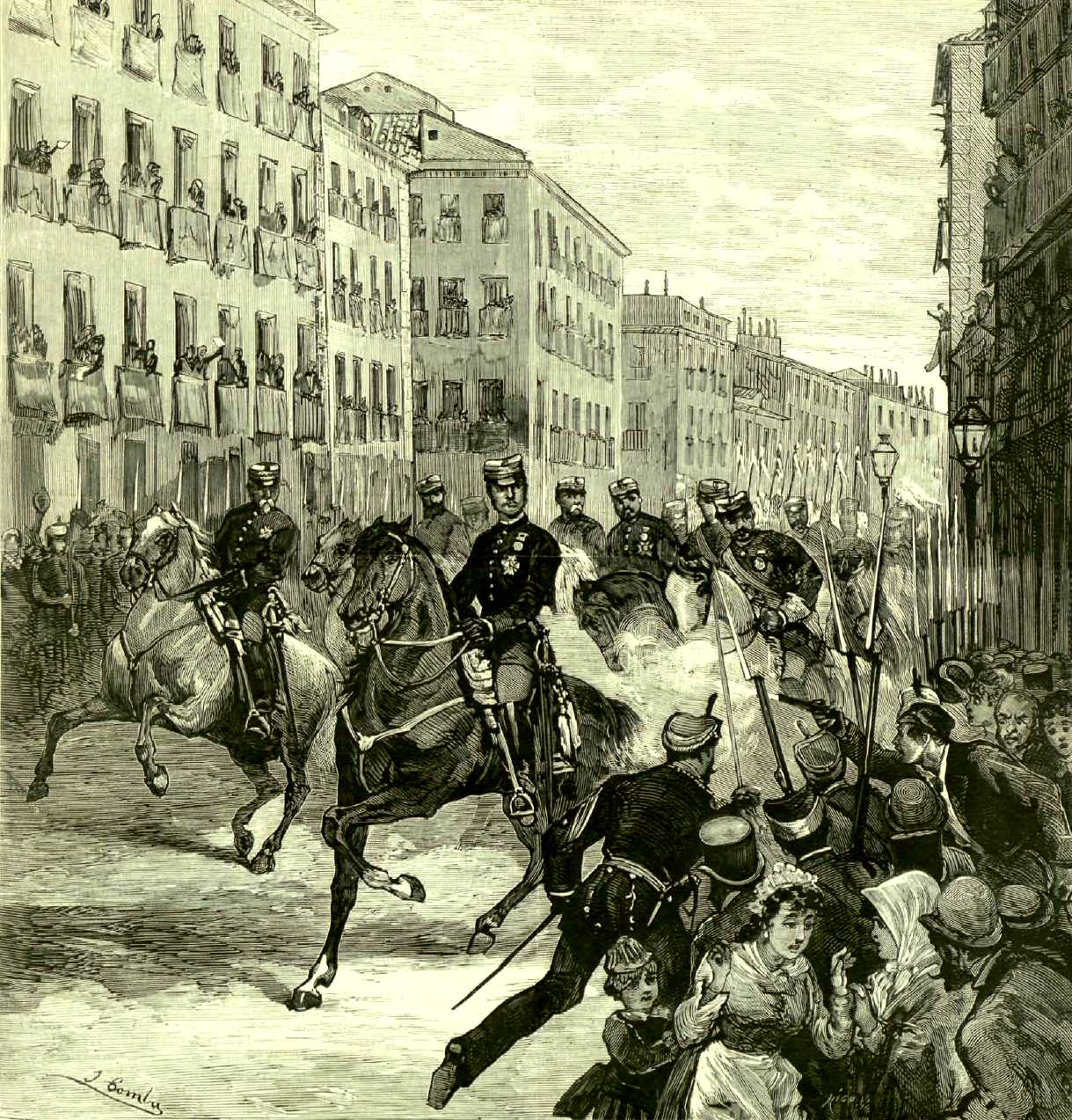
Reconstrucción del atentado de Juan Oliva

En España el movimiento obrero se orientó hacia los sindicatos de la Federación de Trabajadores de la Región Española (FRE-AIT), de carácter libertario. Sin embargo, los conflictos de los trabajadores a menudo generaban algaradas con tintes insurreccionales. La propaganda por el hecho en España tiene un precedente. En 1878, en pleno régimen represivo, un anarquista llamado Juan Oliva atentó contra el Rey Alfonso XII durante un desfile militar. Realizó dos disparos de revólver y falló los dos. Oliva sería ejecutado en 1879. En la década siguiente, a medida que los militantes anarquistas iban entrando en esta dinámica de la propaganda por el hecho, iban abandonando las organizaciones obreras. A mediados de los años 1880, comenzaron a producirse pequeños atentados anarquistas en Barcelona. Tenían en principio una vinculación con el movimiento obrero, en tanto que siempre iban dirigidos contra los patronos, contra las puertas de las fábricas, contra los vigilantes o la policía. Eran simples petardos, tubos rellenos de pólvora negra, y no producían víctimas.
Pero en Andalucía la situación de miseria provocaba un constante conflicto entre los jornaleros y los terratenientes, que a menudo se tornaba violenta. Ya se han mencionado los sucesos de La Mano Negra, que tuvieron lugar en los primeros años de la década de 1880 y que dieron lugar a una dura represión que terminó dando pie a la creación en Sevilla de una organización anarquista llamada Los Desheredados, que incurrió en actos violentos. Sin embargo, en esos momentos la conflictividad andaluza quedó generalmente recluida a aquel territorio. Por un lado las organizaciones insurreccionales no eran capaces de organizarse fuera de Andalucía, y por el otro, el movimiento obrero anarquista no deseaba ser reprimido, cosa que le llevaba a desvincularse de los actos violentos.
A comienzos de la década de 1890 tuvieron lugar una serie de hechos luctuosos que impresionaron enormemente a los ácratas barceloneses. Todo comenzó con una de las acostumbradas oleadas de huelgas campesinas en Andalucía. Esta oleada coincidía con la visita de Errico Malatesta que junto con Fernando Tarrida del Mármol estaban de gira propagandística por España. A menudo se les acusa de ser los instigadores de las huelgas. Pero llegaron a Andalucía cuando los huelgas ya estaban en marcha o habían tenido lugar. Después de las huelgas llegó la represión. En Jerez de la Frontera, en agosto de 1891 fueron detenidas 157 personas acusadas de pertenecer a La Mano Negra. Quedó claro desde el primer momento que era una represalia de los terratenientes locales por las huelgas. Y la respuesta de la población local fue la de convocar al pueblo a sublevarse y liberar a sus compañeros encarcelados. La noche del 8 de enero de 1892, 500 jornaleros y artesanos entraron en Jerez al grito de "¡Viva la revolución social! !Viva la anarquía!". Mataron a dos terratenientes y los soldados se asustaron y no reaccionaron. Pero al amanecer, los revolucionarios se tuvieron que retirar tras una lucha sangrienta con las fuerzas del orden. Como venganza de los terratenientes, el 18 de febrero de 1892 los anarquistas Lamela, Valenzuela, Bisiqui y El Lebrijano fueron ajusticiados. Murieron al grito de "¡Viva la anarquía!". Además de estas ejecuciones otros 17 campesinos anarquistas fueron condenados a severas penas de presidio. Entre los acusados estaba también el conocido anarquista Fermín Salvochea.

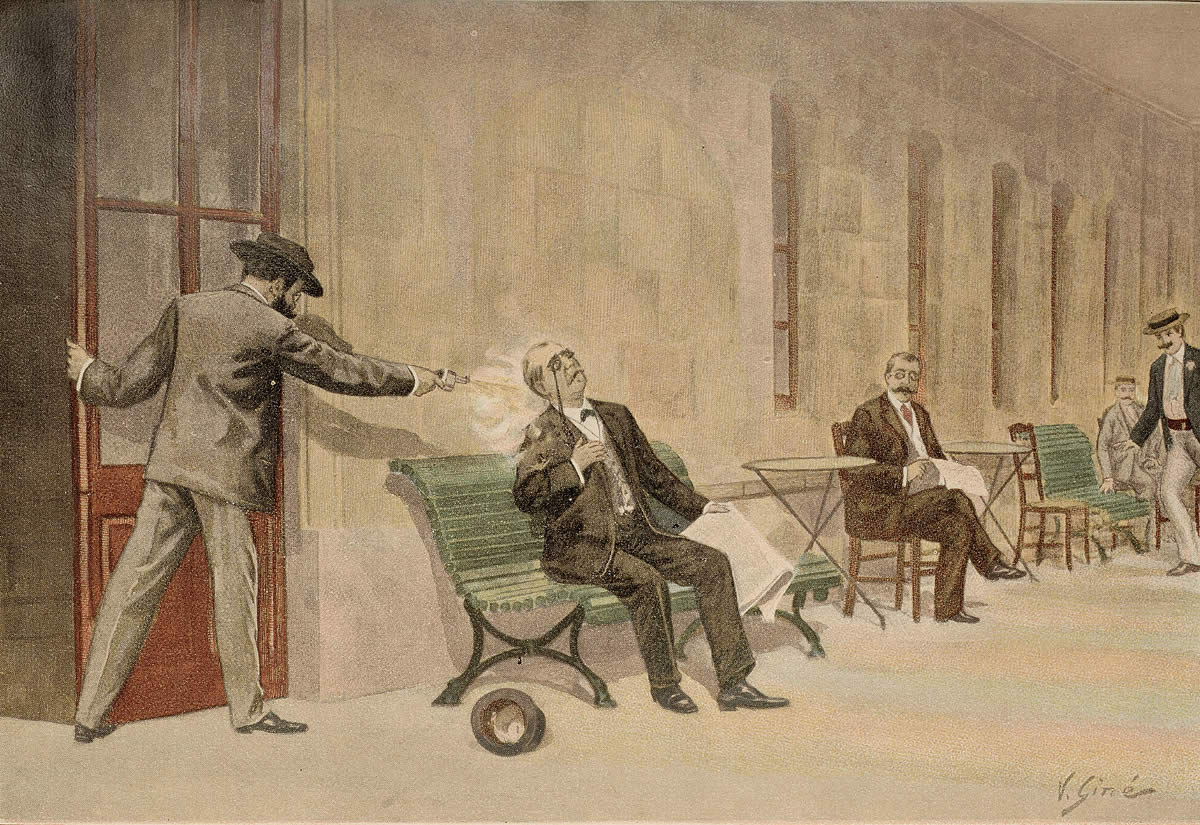
Dibujo de la época, que reconstruye el asesinato de Cánovas.

Hubo una fecha que marcó un antes y un después. Fue el Primero de mayo de 1891. A partir de este momento se produjo un aumento en las ambiciones de los insurrectos. A mediados de mayo de 1892 estalla una bomba en la Plaza Real de Barcelona. Hay un muerto y dos heridos. Pronto estallan otras bombas que producen más heridos. Además se encuentran, abandonados en plena calle, más petardos y bombas, con lo que se produce un ambiente de pánico en la ciudad que dura hasta el año siguiente. En un suceso relacionado muere un anarquista (el italiano Francesco Momo) en un accidente fabricando bombas.
El primer gran atentado lo realizará Paulino Pallás que intenta asesinar al general Martínez Campos en un desfile militar. Hay un policía muerto y varios heridos. Pallás no huye, sino que se entrega asumiendo su culpa. Será fusilado en unos días. Pallás dijo fue que estaba vengando los hechos de Jerez. Pero pronto será vengado. El 7 de noviembre de 1893, Santiago Salvador Franch lanzó dos bombas en el Teatro del Liceo de Barcelona, provocando una masacre (22 muertos y 35 heridos). Será ejecutado en el castillo de Montjuic. Durante las pesquisas serán detenidos 400 anarquistas y simpatizantes. Todos serán torturados cruelmente y son ejecutados 7 de los encausados en Montjuic por su supuesta relación con Pallás y Salvador. También otro se suicidará en la cárcel por las torturas sufridas.
Siguen apareciendo más bombas en Barcelona. En el año 1894, el gobernador civil es disparado en plena calle, aunque salió ileso. Pero el 7 de junio de 1896 una bomba estalla en plena procesión del Corpus produciendo 12 muertos, 35 heridos. Tras el atentado 400 personas serán detenidas, y de estas 87 serán procesados y 5 serán finalmente fusiladas.
La impresión que producen las noticias de las torturas de los encerrados en el castillo de Montjuic recorre toda Europa. Además de anarquistas y "supuestos anarquistas" (hay decenas de detenidos al azar) se encuentran encerrados en el castillo luchadores filipinos y cubanos que libran en esos momentos su guerra de independencia. En 1897 el poeta Ramón Sempau (que no era anarquista) dispara contra el teniente Portas, torturador de Montjuic. Portas no muere, y Sempau es condenado a muerte aunque finalmente se libra. El ciclo sangriento terminará en 1897 con el asesinato de Cánovas del Castillo en el balneario de Santa Águeda, Guipúzcoa. Será asesinado por el anarquista italiano Michele Angiolillo que había venido a España a vengar las muertes y torturas de Montjuic. Lo cierto es que toda esta espiral de violencia dejó el anarquismo seriamente golpeado durante años.

## El sindicalismo revolucionario, 1900-1910

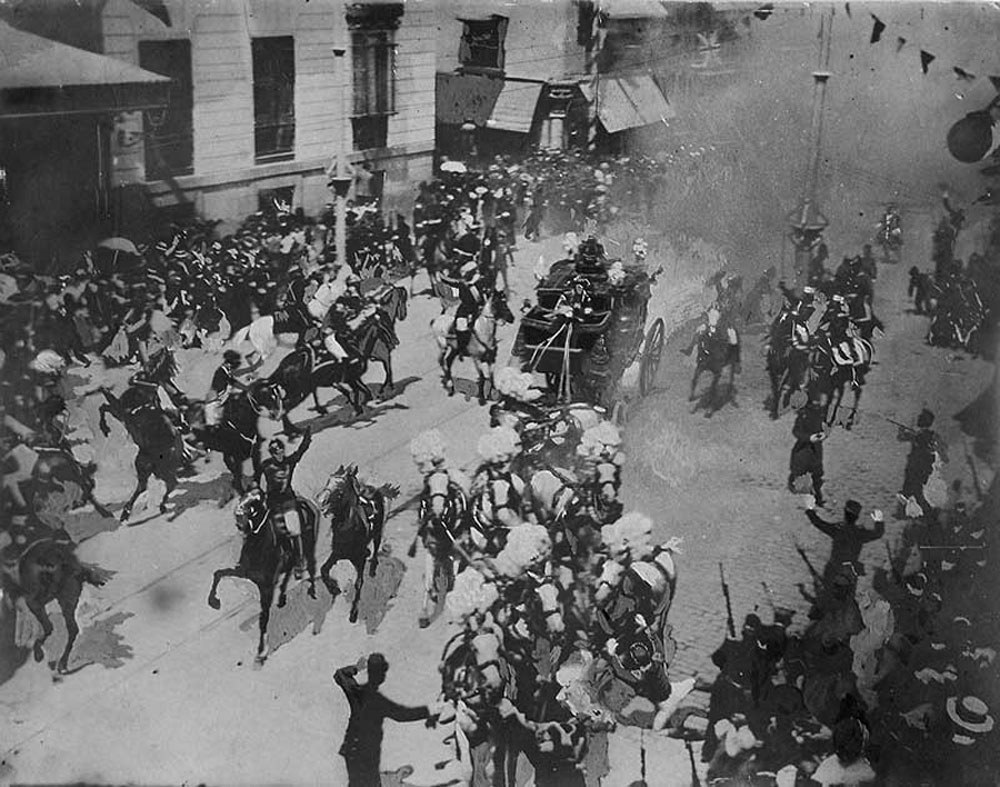
Fotografía de segundos después del atentado contra el rey Alfonso XIII y Victoria Eugenia provocado por el anarquista Mateo Morral.

La propaganda por el hecho, (el terrorismo revolucionario) llegó a ser menos común cerca del cambio de siglo. En los primeros años de siglo directamente desapareció. En 1904 reapareció hasta 1908, con unas 40 explosiones que provocaron 11 muertes en Barcelona. Sin embargo, de estas muertes hay que hacer una diferencia. En 1904 aparece Juan Rull, que había sido anarquista en el siglo anterior y que ahora no lo era. Rull cuando comienza su campaña delictiva se había vendido a la policía. Se dedicaba a indicar lugares en donde habría un atentado "anarquista", siendo él mismo el encargado de llevarlos a cabo. Pero con el tiempo sus atentados fueron a mayores, quedando fuera de control incluso de la policía. Realizó 21 atentados y provocó la muerte de 5 personas. En los mismos años, los atentados anarquistas fueron entre 12 y 16, pero solo dos provocaron atención médica y ninguna muerte (entre ellos el de Joaquín Artal, que apuñalaría a Antonio Maura). El mayor atentado en esta década fue el de Mateo Morral. En 1906, durante el casamiento del Rey Alfonso XIII con Victoria Eugenia, Morral (que había viajado desde Barcelona hasta Madrid), lanzó una bomba escondida en un ramo de flores. Se salvaron milagrosamente. Como consecuencia de la explosión murieron tres oficiales y cinco soldados del séquito real, tres personas más en los balcones e hiriendo a más de 14 personas que contemplaban el paso del cortejo. Morral se suicidará.
Pero el anarquismo estaba renegando de las tácticas terroristas. Se convencieron de que solo la huelga general era capaz de derrocar el Estado y el capitalismo. Uno de los mayores difusores de esta idea fue Francisco Ferrer Guardia, que abrió un periódico dedicado a difundir esta idea entre los obreros, se llamaría precisamente La Huelga General. En 1900 el movimiento obrero de Barcelona constituyó una nueva organización, la Federación de Sociedades de Resistencia de la Región Española. La organización adoptó el sindicalismo "societario" sobre las bases federales. Su éxito fue inmediato: hubo huelgas en toda España en ese mismo año (La Coruña, Bilbao, Sevilla...). Muchas de estas huelgas no tenían peticiones concretas sino que eran convocadas espontáneamente por la clase trabajadora, algunas incluso llegaban a exigir el fin del capitalismo lo que demostraba que a pesar de llevar 15 años sin una organización obrera explícitamente libertaria el anarquismo seguía impregnando aún al movimiento obrero. Recordemos que ese momento las condiciones que padecían los obreros eran muy duras, la jornada laboral típica era de entre 12 y 15 horas. En Barcelona trabajaban 13.500 niños y 8.800 niñas.
El 6 de diciembre de 1901, siguiendo con la oleada de huelgas, los metalúrgicos de Barcelona se ponen en huelga. Para el día 15 había 9.000 huelguistas, y dos días después eran ya 15.000. El 16 de febrero de 1902 en Barcelona se celebraron 44 mítines, en los que hablaron los anarquistas más conocidos, y se convocó a la huelga general para toda la ciudad para el día siguiente. El 17 amanece la ciudad totalmente paralizada. Las manifestaciones fueron bastante pacíficas entonces. Pero el día 19 (la huelga general es indefinida por definición) hay duros enfrentamientos y detenciones en toda la ciudad y comienzan a reabrir algunos comercios. La huelga fracasa. El balance es terrible: alrededor de 100 muertos, 300 heridos y 500 detenidos y el movimiento anarquista destruido (la Federación de Sociedades de Obreras fue ilegalizada). Pero esta derrota no significó el fin del movimiento, sino la apertura de una época en la que se dieron numerosos debates sobre cómo ser más efectivos, que acabaría de hacer madurar el sindicalismo revolucionario.

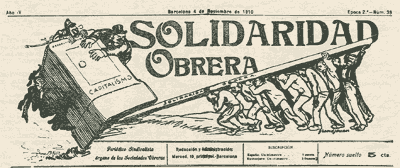
Antiguo encabezado de Solidaridad obrera.

Costaría varios años reconstruir el sindicalismo barcelonés. En 1907 los obreros de Barcelona llevaron a cabo varias reuniones que desembocarían en la Unió Local de Societats Obreres de Barcelona. En 1906 la burguesía barcelonesa había fundado una organización llamada Solidaridad Catalana, y los obreros sentían la necesidad de responder a la organización patronal. Progresivamente los obreros de la Unión Local fueron transformando su organización en la Solidaridad Obrera. A finales del año crearían su órgano oficial, un diario con el mismo nombre (que hoy en día es el órgano oficial de la CNT catalana). Los primeros manifiestos de esta organización no fueron por lo general de ideología anarquista. En esta organización confluían los obreros socialistas, republicanos y anarquistas de la ciudad. Defendían una organización apolítica (en tanto que contaba con una base plural) y estaba fundamentada en el "societarismo". Su arma principal era la huelga general. Pero conforme los militantes anarquistas iban participando cada vez más Solidaridad obreraen los sindicatos y el sindicalismo revolucionario iba llegando a España, el color de la central obrera fue variando. El cambio tuvo lugar a partir de 1908-09. Sin embargo, la Semana Trágica realentizaría el proceso. Hasta 1910 no se lograría organizar una central obrera para todo el territorio español.

### La educación revolucionaria
A comienzos del Siglo XX en Cataluña, una serie de librepensadores, entre ellos Francisco Ferrer Guardia fundan en 1901, una Escuela Moderna. El objetivo esencial de la escuela era «educar a la clase trabajadora de una manera racionalista, secular y no coercitiva». En la práctica los precios de las cuotas de tutoría restringieron el público de la escuela a elementos estudiantiles de las clases medias, sobre todo durante los primeros años, por lo que se esperaba por parte de los organizadores (de forma privada) que los alumnos en su debido momento se motivaran a unirse y respaldar la causa del movimiento obrero. La escuela contaba con una imprenta en la que se realizaba un boletín, un laboratorio, un museo natural, una biblioteca y buscaba instalaciones en las que hubiese gran iluminación. Entre otras cosas tuvieron que buscar maestros que entendieran que su papel no era coercitivo sino de apoyo, este centro educativo era de enseñanza mixta, secular y anticlerical, y favorable a las reivindicaciones obreristas.
Al ser la primera escuela mixta y laica de Barcelona, en un país católico, obtuvo una amplia antipatía entre el clero y los devotos. La escuela será cerrada en 1906, debido a que el bibliotecario de Ferrer era Mateo Morral que acababa de atentar contra el rey Alfonso XIII. Reabrirá posteriormente para ser clausurada durante la Semana Trágica por la que Ferrer será fusilado.
Asimismo aparecieron numerosas escuelas para obreros adultos en los sindicatos, en las sedes de las sociedades obreras, en las cooperativas y en los ateneos, que daban fe de la necesidad de hacer llegar la cultura a todo el pueblo. Los obreros llevaban a sus hijos a las Escuelas modernas, o racionalistas, y recibían clases ellos mismos por la noche en la llamada universidad popular.

### El neomalthusianismo
El neomalthusianismo era hederedero de los postulados del malthusianismo y la teoría de la población de Thomas Malthus. Surge en el contexto de la revolución industrial, donde la población se hace cada vez más urbana, y donde las condiciones de vida y laborales de las clases bajas y pobres (proletariado) son profundamente míseras. En ese contexto aparece en las filas del anarquismo la reivindicación de condiciones dignas para esas clases pobres y la necesaria emancipación de la mujer. El autocontrol de la población se ve como la solución para reducir la miseria de las familias numerosas pobres y un mecanismo para permitir la emancipación de la mujer. Durante el cambio de siglo los anarquistas abogarán decididamente por el control de la natalidad como forma de emancipación personal.
En este sentido el anarquista francés Paul Robin definirá el neomalthusianismo como:

medio de combatir la pobreza mediante la limitación de los nacimientos hasta que existan las condiciones idóneas que garanticen para los futuros hijos de los obreros una buena educación, una buena organización social y un buen nacimiento.

### La Semana Trágica

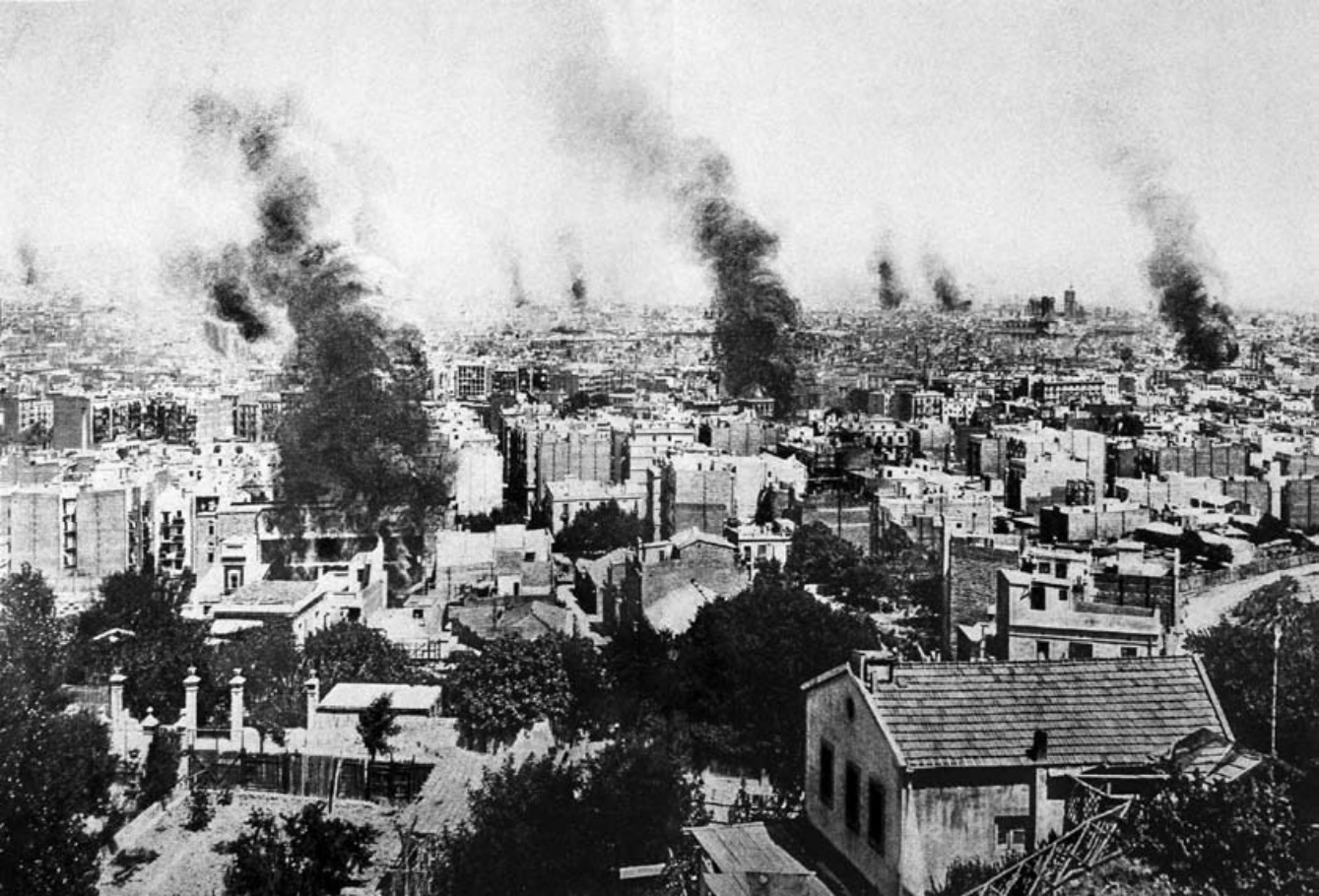
Barcelona se convirtió en la ciudad quemada durante la Semana Trágica (1909).

En 1909 hubo dos acontecimientos que calentaron los ánimos para una nueva huelga general en Barcelona. Por un lado, la clausura de una fábrica textil, con 800 despidos. En todo el sector industrial hubo un recorte general de salarios. Los trabajadores, incluso los ajenos a la industria textil, comenzaron a plantear una huelga general. Casi al mismo tiempo, por otro lado, en Marruecos había tenido lugar el mayor desastre militar desde la guerra de Cuba. En el llamado Barranco del Lobo (cerca de Melilla) los grupos tribales rifeños derrotaron a las tropas españolas, provocando más de 1000 muertos. El gobierno reaccionó movilizando la reserva (25.000 jóvenes son llamados a filas). Los reservistas, la mayoría trabajadores, no deseaban arriesgar sus vidas para proteger los intereses de los capitalistas españoles (la insurrección marroquí estaba bloqueando las rutas de las minas y retrasando negocios - a destacar las inversiones del Marqués de Comillas). Los mítines contra la guerra se extendieron por todo el país. En plena realimentación de conflictos, en Barcelona había un clamor popular por la huelga.
La tarde del domingo 18 de julio cuando se procedía al embarque del batallón de Cazadores de Reus, integrado en la Brigada Mixta de Cataluña, la tensión estalló. Algunos soldados arrojaron al mar los escapularios y medallas que varias aristócratas barcelonesas les habían entregado antes de subir al vapor militar Cataluña, mientras hombres y mujeres gritaban desde los muelles "¡Abajo la guerra!", "Que vayan los ricos; o todos o ninguno"... La policía realizó varios disparos al aire y detuvo a varias personas. Las protestas aumentaron en los días siguientes cuando llegaron noticias de que se habían producido gran número de bajas entre los soldados españoles enviados a Marruecos. En los días siguientes la tensión continuó en aumento desatando la huelga.
La huelga comenzó en Barcelona el 26 de julio. Rápidamente se transformó en un alzamiento generalizado. Anselmo Lorenzo escribió en una carta: "Una revolución social ha estallado en Barcelona y ha sido iniciada por el pueblo. Nadie la dirige. Ni los liberales ni los nacionalistas catalanes, ni republicanos, ni socialistas, ni anarquistas". Las comisarías de policía fueron asaltadas, se cortaron las líneas de tren que conducían a Barcelona, y se levantaron barricadas por toda la ciudad. Ochenta iglesias y monasterios fueron destruidos por miembros del Partido Radical republicano y 78 personas murieron en los disturbios (aunque se cree que fueron muchas más). Después de la revuelta, alrededor de 1700 personas fueron acusadas de varios delitos. La mayoría quedaron en libertad, pero unas 450 fueron condenadas a diversas penas. Doce fueron condenadas a cadena perpetua y otras 5, ejecutadas. Entre los ejecutados estaba Francisco Ferrer, quien ni siquiera estaba en Barcelona durante el alzamiento.
Tras la Semana Trágica, el gobierno reprimió con fuerza la disidencia. Los sindicatos fueron prohibidos, los periódicos clausurados y las escuelas libertarias fueron cerradas. Cataluña fue puesta bajo la Ley marcial hasta noviembre. Pero más que rendirse, la clase trabajadora española comenzó a tomar conciencia de su fuerza, lo que ayudó a la adopción definitiva del sindicalismo como estrategia revolucionaria.

## Del sindicalismo revolucionario al anarcosindicalismo, 1910-1923

### La creación de la CNT
En Ámsterdam tiene lugar en 1907 el Congreso Internacional Anarquista, en el que participan los máximos exponentes internacionales del anarquismo de la época. En este congreso saldrá reforzada la idea de la participación de los anarquistas en los sindicatos. Junto con la influencia cada vez más clara de la CGT francesa sindicalista revolucionaria, cada vez más sindicatos y "sociedades obreras de resistencia" comenzaban a coaligarse en un proceso que duró varios años. Juan Gómez Casas describe la evolución de la organización sindicalista antes de la creación de la CNT:

Después de un periodo de dispersión, la Federación de Trabajadores de la Región Española desapareció, para ser reemplazada por la Organización Anarquista de la Región Española... Esta organización entonces cambió, en 1890, al Pacto de Unión y Solidaridad, el cual fue por sí mismo disuelto en 1896 debido a la represiva legislación en contra del anarquismo separándose en varios núcleos y sociedades de trabajadores autónomas... Los restos que quedaron del FRE dieron origen a la Solidaridad Obrera en 1907, la antecesora directa de la CNT.
Juan Gómez Casas

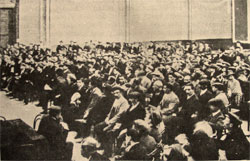
Congreso fundacional de la CNT en 1910

El impulso que estaba logrando el sindicalismo revolucionario en España, se vio detenido por la represión que siguió a continuación de la Semana Trágica de 1909. Pero la semilla ya estaba sembrada y existía un consenso general entre los anarquistas de que era necesaria una nueva organización laboral de carácter nacional para fortalecer el movimiento obrero. Asimismo, el movimiento obrero por sí mismo estaba creando sindicatos en toda España y veía la necesidad de una coordinación, de una organización también de escala nacional ("nación" entendida como un territorio físico, no como una entidad étnico-cultural. Las escalas serían: local, regional, nacional). Esta organización sería la Confederación Nacional del Trabajo (CNT), que fue fundada en octubre de 1910 durante un congreso de Solidaridad Obrera en el que se aceptaron sindicatos de otros puntos de España. Durante este congreso, una resolución declaraba que el propósito de la CNT sería "apresurar la emancipación económica de la clase trabajadora a través de la expropiación revolucionaria de la burguesía..."
La CNT comenzó siendo pequeña, con una representación de alrededor de 30 000 miembros (la UGT tenía unos 46 000 afiliados), estructurados a través de sindicatos y otras confederaciones territoriales y sectoriales. La Confederación estaba dividida en pequeñas sedes regionales, que a su vez se dividían en sindicatos (principalmente activos en Barcelona y las ciudades industriales catalanas, Valencia, Zaragoza y Gijón). Las iniciativas provenían de los sindicatos y no del comité nacional, evitándose la burocracia. No había liberados sindicales retribuidos y todos los puestos eran llevados a cabo de forma voluntaria. Las decisiones de los comités nacionales no tenían que ser cumplidas obligatoriamente, entendiéndose que cada sindicato tenía autonomía para hacer lo que estimara oportuno. La CNT era en estos aspectos muy diferente a los sindicatos socialistas supeditados a la política del Partido Socialista.
En 1911 con ocasión de su primer congreso (el Congreso de 1910 era de fundación) se convocó una huelga general del 18 al 21 de septiembre que provocó que el sindicato fuese ilegalizado hasta 1914 debido a los numerosos disturbios por toda España, teniendo que intervenir el ejército. En ese mismo congreso el sindicato recibió oficialmente su nombre. Entre ambos congresos (el de fundación y el Primer Congreso) la CNT fue conocida indistintamente como CGT (Confederación General del Trabajo) y CNT (Confederación Nacional del Trabajo). Su primer secretario general sería el catalán José Negre. La CNT volverá a la actividad durante los meses posteriores a la Gran Guerra. En 1915, se estima una afiliación de unas 15.000 personas tras su reconstitución en aquel verano.

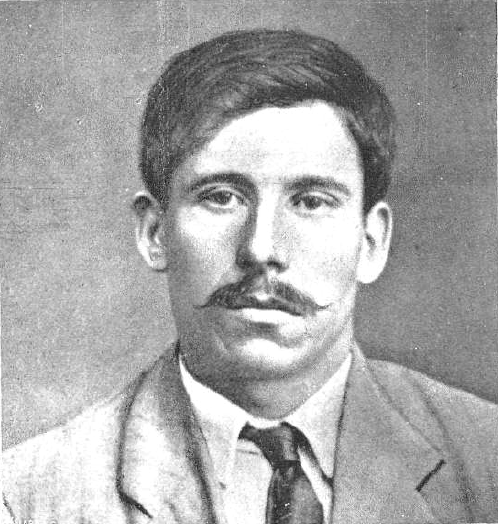
Manuel Pardiñas, autor del atentado contra Canalejas.

En el terreno de la "propaganda por el hecho", el 12 de noviembre de 1912, el joven anarquista Manuel Pardiñas asesina al presidente del gobierno José Canalejas. Canalejas había ilegalizado a la CNT por la huelga general del año 1911, suspendiendo además la prensa libertaria. La justificación del atentado sería que "Canalejas era un firme puntal para el Rey, un sostén para el Trono, y al suprimirlo, se le daría un duro golpe a la Monarquía". Pardiñas se suicidaría después de ser detenido. El atentado produce un intenso debate en el seno del movimiento anarquista puesto que Canalejas había sido un presidente liberal, y defensor de Ferrer tras los Procesos de Montjuic. Había sucedido en el poder a Antonio Maura tras su caída política causada por cómo este había gestionado la Semana Trágica y la guerra de Marruecos. Tras la muerte de Canalejas, volverá al poder Antonio Maura que seguirá con la política represiva hacia el anarquismo. En abril de 1913, José Sancho Alegre atentará - otra vez de forma infructuosa - contra el rey Alfonso XIII.

### La oposición anarquista a la Guerra Mundial
Cuando estalla la guerra mundial, la CNT está legalmente disuelta. No obstante, sociedades obreras de Barcelona que mantienen su tradición, publican en mayo de 1914 un Manifiesto contra el militarismo. En la prensa anarquista se denuncia la traición al internacionalismo hecha por los socialistas europeos. Frente a la guerra se entiende que la solución no es «una hegemonía firmada por vencedores y vencidos», sino el renacimiento de la Internacional: «poseídos de racional optimismo, los asalariados que conservan la tradición de la Asociación Internacional de los Trabajadores, con su histórico e intangible programa, se presentan como los salvadores de la sociedad humana» (A. Lorenzo).
En abril de 1915 tiene lugar en Ferrol un Congreso Internacional de la paz al que asisten delegados de toda España y de varios países (Francia, Inglaterra, Portugal, Brasil...). Durante la guerra irán coordinándose con los sindicatos socialistas que también estaban opuestos a la misma.  Desde su reconstrucción la CNT hará bandera del antimilitarismo y de la lucha contra la Guerra antes que del propio sindicalismo que la impulsaba. Este proceso llegará hasta 1917. Muy pocos anarquistas españoles tomarán partido por un bando u otro, pero aun así hubo algunas excepciones como Eleuterio Quintanilla o Ricardo Mella, que preferían la victoria de los Aliados a la de los alemanes, que veían como militaristas peligrosos.

### La Huelga general revolucionaria de 1917
Se trató de una huelga general debido a la mala situación económica de España, que estalló en agosto de 1917. Estaba organizada por una alianza entre socialistas, republicanos y anarquistas, particularmente fuertes en Barcelona. La difusión de la convocatoria de huelga incluyó alguna ambigüedad, pues si en un principio se hablaba de una huelga "revolucionaria", en comunicaciones posteriores se insistía en su carácter "pacífico". Sobre todo desde la UGT se intentaba conscientemente evitar las huelgas parciales, sectoriales y locales. No obstante, el prolongado tiempo para la preparación de la huelga operó en su contra. Las detenciones de los firmantes del manifiesto, el cierre de la Casa del Pueblo (lugar de reuniones de los socialistas) y distintas maniobras del gobierno hicieron que hubiera una descoordinación de los esfuerzos. La CNT proponía un programa radical de nacionalizaciones de los sectores de producción clave y de proteccionismo económico para combatir los efectos de la crisis, y exigía la disolución del ejército y la Guardia Civil.
A pesar de lo mal planteado de la convocatoria, al comenzar la huelga se consiguieron paralizar las actividades en casi todas las grandes zonas industriales (Vizcaya y Barcelona, incluso algunas menores como Yecla y Villena), urbanas (Madrid, Valencia, Zaragoza, La Coruña), y mineras (Río Tinto, Jaén, Asturias y León); pero solo durante unos pocos días, a lo sumo una semana. En las ciudades pequeñas y las zonas rurales no tuvo apenas repercusión. Las comunicaciones ferroviarias, un sector clave, no se vieron alteradas por mucho tiempo.
La huelga fue reprimida por el gobierno y dejó unas 70 personas muertas. A pesar de la violencia desatada por el gobierno, las demandas de los huelguistas eran moderadas, típicas de una huelga política de la época. Sin embargo fueron los anarquistas quienes capitalizarían el descontento presente en el país (sobre todo debido a la ambigua actitud de los socialistas, que por un lado hablaban de revolución y por el otro eludían el combate). También capitalizarían el triunfo, en octubre de aquel año, de la Revolución Rusa.

### La CNT tras la Primera Guerra Mundial, 1917-1923

Bandera típica del anarcosindicalismo.

La economía española sufrió mucho debido a la crisis desatada al terminar la Guerra mundial. Hubo numerosos cierres de fábricas que hicieron aumentar espectacularmente el desempleo y los salarios bajaron. Durante la guerra, por el contrario, los empresarios de Barcelona habían logrado unos beneficios enormes ya que habían hecho negocios con ambos bandos combatientes. Estos beneficios nunca llegaron a los trabajadores que siguieron viviendo en condiciones miserables. Los diferentes grupos de empresarios comenzaron a utilizar tácticas gansteriles para eliminar a la competencia. Contrataban pistoleros y matones que se dedicaban a eliminar y asustar competidores.
Capitalizando el descontento social por un lado, el prestigio ganado tras la huelga de 1917 por otro, y la esperanza que suponía la Revolución rusa, se convoca un congreso regional catalán de CNT. Sería el I Congreso de la Confederación Regional de Cataluña, que se celebró en el barrio de Sants (Barcelona) entre el 28 de junio y el 1 de julio de 1918. El crecimiento será espectacular. En octubre de 1918, la Confederación tenía unos 81.000 afiliados (67.000 de ellos en la provincia de Barcelona), y en noviembre unos 114.000. Con el congreso catalán se pretendía:

sentar criterios pragmáticos sobre finalidades inmediatas a conseguir por parte de los trabajadores, así como nuevos conceptos organizativos de superior eficacia. Se empezó por reafirmar la táctica de acción directa de todas las entidades afiliadas y se defendió la necesidad de la sindicación de la mujer y de crear en los sindicatos juntas mixtas, donde aquella tuviera la debida representación y, llevada de genuino interés, pudiera defender directamente su emancipación. Por otro parte, debía evitarse a todo evento, y como fuera, la explotación de los menores. Tampoco se permitiría el trabajo de horas extraordinarias mientras hubiera parados en la industria u oficio. Además, los oficios que hubieran conseguido las ocho horas ayudarían a su consecución a aquellos que aún no disfrutasen de ellas. Luego debería irse a la implantación del salario único, a medida que las circunstancias lo exigiesen.
Historia de la CNT 

Pero lo más importante de todo fue la creación de los sindicatos únicos (sindicatos de industria o de ramo). Estos sindicatos únicos agruparían a todos los trabajadores del mismo ramo de producción en el mismo sindicato. Vinieron a sustituir al antiguo sindicato de oficio (o sociedad de oficio), que perdería una parte de su autonomía y a partir de ahora pasaría a ser una sección de los sindicatos de industria. La forma de actuar de los sindicatos únicos hacía de la CNT una organización tremendamente dinámica. Una huelga de trabajadores en un ramo podía derivar mediante huelgas solidarias de trabajadores en una huelga general de una ciudad entera. De esta forma, las huelgas generales no eran "convocadas", sino que simplemente "sucedían" orgánicamente. A finales de 1918 Cataluña era la única zona organizada. Pero a comienzos de 1919 se fueron organizando las federaciones regionales de Centro, Andalucía, Levante y Asturias.
El Segundo Congreso de CNT se celebró el 10 de diciembre de 1919 en el Teatro de la Comedia de Madrid. En este congreso estaban representados más de 700.000 trabajadores y otros 55.000 que posteriormente se adherirían no pudieron enviar representantes. Se generalizarían los Sindicatos Únicos y se ratificaría la línea aprobada en Sants (se trata del origen del anarcosindicalismo). En estos momentos Barcelona estaba bajo el "cierre patronal" (llamado lock-out). El 1 de diciembre de 1919, la patronal había decretado un lock-out contra 150.000 obreros. Con esta acción se pretendía derrotar al nuevo sindicalismo. Pero en realidad su acción provocó la aceleración de la crisis del gobierno de Joaquín Sánchez de Toca Calvo que tuvo que dimitir por estas tensiones sociales. Ese mismo día 10, la patronal, los carlistas y otros sectores reaccionarios constituían en Barcelona los Sindicatos Libres. En el lock-out de Barcelona se le exigía a los obreros la entrega de los carnets de la CNT si querían seguir trabajando. Finalmente, el lock-out fue levantado por el gobierno del Conde de Salvatierra a petición de la patronal el 26 de enero de 1920, sin que ningún trabajador entregase su carnet.
Hasta 1920 la CNT no tuvo en cuenta la creciente fuerza de los pistoleros del sindicato libre. Las preocupaciones eran otras. Tras la Huelga de La Canadiense (primeros meses de 1919) en la que se conquistó la jornada de 8 horas, el sindicato aspiraba a más. El radicalismo anarquista ascendía enteros y había muchos militantes que hablaban de ir hacia la revolución. La CNT, en estos primeros meses de 1920 llegaba a tener más de un millón de afiliados y sus estructuras internas se habían reforzado. También creció bastante durante la época la UGT, que pasó de 160.000 afiliados en 1919 a 240.000 en 1921.
Pero a la vez muchos capitalistas comenzaron una guerra particular contra los sindicatos. Además de los cierres patronales (los lock-out), abundaron las "listas negras" de obreros a no contratar por problemáticos, y se contrataron pistoleros para matar a los líderes de los sindicatos. En los primeros meses de 1920 comenzaba el llamado pistolerismo barcelonés, que daría como resultado unos 400 cenetistas muertos y unos 70 integrantes del Sindicato Libre y las fuerzas del orden público muertos como respuesta anarquista. En estos momentos el gobierno aprobó también la llamada "ley de fugas" por la que la policía podía asesinar legalmente a sus prisioneros alegando que se habían intentado fugar. Entre los 400 muertos de estos años en Barcelona, hubo varios muertos por esta circunstancia. Pero los grupos anarquistas que se relacionaban dentro de la CNT reaccionaron. Formaron "grupos de acción" y devolvieron golpe por golpe al sindicato libre. Durante varios años en Barcelona los tiroteos se volvieron muy frecuentes. Esta espiral de violencia incluso llevó al asesinato del Primer Ministro Eduardo Dato, por firmar la Ley de fugas. Pero los anarquistas en general sufrieron duros golpes, como la muerte de Salvador Seguí, el de Francesc Layret (abogado de los anarquistas) o el intento de asesinato de Ángel Pestaña.

### La CNT y la III Internacional
Sin embargo no todos en CNT eran anarquistas. El sentimiento predominante se inclinaba hacia esa dirección, por ejemplo, todos los miembros del "Comité Nacional" eran anarquistas declarados, pero ni mucho menos era un sentimiento unánime. En CNT había también marxistas, republicanos y por supuesto mucha gente sin declararse de ninguna corriente ideológica. Durante el Congreso del Teatro de la Comedia, la CNT decidió enviar su adhesión a la III Internacional que se había fundado en aquel año (1919) en Moscú. Para confirmar su adhesión decidieron enviar una delegación a Rusia. Como todo el movimiento obrero mundial, la CNT simpatizaba entonces con la revolución rusa.

El primer delegado que la CNT envió a Moscú fue Angel Pestaña.
Pestaña tomó parte activa en el II Congreso de la Tercera Internacional, celebrado durante el verano de 1920. Intervino en debates y en comisiones y firmó documentos y manifiestos.
Entonces se encontraban también en Moscú representantes sindicalistas y anarcosindicalistas de diversos países, entre los cuales, el francés Alfred Rosmer, el alemán Augustin Souchy y el italiano Armando Borghi, que estuvieron en contacto con Pestaña, ayudándole, de hecho, a encontrar la posición justa. Asimismo le fue útil Víctor Serge, anarquista belga-francés, adherido al comunismo.
Pestaña, como la mayoría de los libertarios, simpatizaba con la revolución rusa como cuestión de principio. Ahora bien, le alarmaba la hegemonía del partido comunista, que hacía presentir la dictadura de un partido sobre el proletariado.
Pestaña regresó de Rusia pasando por Italia, en donde le sorprendió (septiembre de 1920) la ocupación de las fábricas por los obreros. Fue detenido por las autoridades italianas, pasando varios meses en la cárcel de Milán, lo que le impidió ponerse en contacto con la CNT para darle cuenta de su actuación y de sus experiencias.
La CNT y la III Internacional. Joaquín Maurín 

Al no regresar Pestaña a informar de sus impresiones sobre Rusia, se forma una nueva delegación. Será compuesta por Andrés Nin, Jesús Ibáñez, Hilario Arlandis y Joaquín Maurín. Arlandis propuso que se invitara a la Federación de Grupos Anarquistas (aún no existía la Federación Anarquista Ibérica) a que nombrara a alguien para que fuese el quinto miembro de la delegación. Fue aceptada la proposición, y estos grupos anarquistas designaron a Gastón Leval. De esta delegación solamente Leval no era simpatizante comunista. En esos meses los pro-bolcheviques en el seno de CNT habían logrado el control de algunos comités importantes. La CNT estaba en plena guerra con la patronal y los sectores anarquistas no se estaban preocupando de las relaciones internacionales, que quedaron en manos de este sector pro-bolchevique. Cuando regresó Pestaña en 1922 y presentó su informe sobre Rusia, la CNT decidió desafiliarse de la III Internacional y adherirse a la Asociación Internacional de los Trabajadores que se fundaría en Berlín en diciembre de 1922. Casi todo el sector pro-bolchevique acabaría formando la Federación Comunista Catalano-Balear y posteriormente el Bloque Obrero y Campesino, siendo expulsados formalmente de CNT en el congreso de 1931.

### La Huelga general de La Canadiense en Barcelona, 1919
Volviendo a 1919, los dueños de la central hidroeléctrica de Barcelona (de capital canadiense) redujeron los sueldos desatando una enorme y exitosa huelga general de 44 días, en la cual participaron más de 100.000 personas (en una serie de huelgas de solidaridad) y que fue conocida como huelga de la Canadiense. Los patronos inmediatamente intentaron responder por la vía militar, pero la huelga se había extendido demasiado rápido. La huelga se había producido por el despido de 8 trabajadores de La Canadiense. Inmediatamente sus compañeros convocaron una huelga en la fábrica, y por extensión los distintos Sindicatos Únicos de Barcelona fueron convocando huelga en solidaridad uno tras otro. Casi una semana después, todos los trabajadores y trabajadoras del textil salieron a la calle.
Barcelona fue puesta bajo la ley marcial, aunque la huelga continuaba. El sindicato de las imprentas de los periódicos advirtió a los dueños de los diarios de Barcelona que no publicarían ningún tipo de crítica hacia la huelga, lo que fue conocido como la "censura roja". El Gobierno de Madrid intentó destruir la huelga al llamar a todos los trabajadores al servicio militar, pero esta llamada no fue atendida puesto que ni siquiera alcanzó a ser publicada en papel. Cuando la convocatoria a filas llegó a Barcelona, la respuesta fue una nueva huelga de todos los trabajadores del ferrocarril y de los tranvías.
Las instituciones de Barcelona finalmente debieron ceder ante los huelguistas, puesto que efectivamente la economía catalana (a la sazón, la principal economía del Reino de España) se había visto seriamente afectada. Las demandas de los trabajadores eran: jornada laboral de 8 horas, reconocimiento de los sindicatos, y la readmisión de los trabajadores despedidos. Todas estas demandas fueron aceptadas, lo que ya constituía un éxito sin precedentes. También se exigía la liberación de todos los detenidos durante la huelga. El gobierno aceptó, pero rechazó liberar a los que estaban aún pendientes de juicio. Los trabajadores respondieron con gritos de "¡Libertad para todos!" y advirtieron que la huelga continuaría durante tres días más si esta demanda no era acogida. Como cabía esperar, esto fue lo que sucedió. Sin embargo, fueron inmediatamente detenidos los diferentes miembros de los comités de huelgas y muchos otros sindicalistas y la policía logró detener la segunda huelga antes de que pasara a mayores.
El gobierno intentó entonces aplacar a los trabajadores, que ya estaban claramente al borde de la insurrección. Decenas de miles de huelguistas fueron obligados a regresar a sus trabajos. Pero como compensación el gobierno del Conde de Romanones firmó a primeros de abril la jornada laboral de 8 horas para todos los trabajadores. Así, España llegó a ser el primer país en el mundo en aprobar una ley laboral de 8 horas diarias, resultado de la huelga general de 1919.
En la literatura, esta huelga se ve reflejada en La verdad sobre el caso Savolta, como marco de los capítulos finales.

### El trienio bolchevique en Andalucía, 1918-1920
El campo andaluz llevaba viviendo desde hacía casi un siglo levantamientos campesinos aproximadamente cada década (El Arahal 1857, Loja 1861, I República 1873-1874, Jerez 1882-1884, Jerez 1893, Huelgas de 1902-1903, Huelga campesina de 1913, ahora 1919-1920, y más tarde 1931-1933 que culminaron en 1936). Se originaban en la desamortización y privatización de las tierras comunales del siglo XIX, que provocaba frecuentes hambrunas y una situación de miseria permanente en los campos.
En 1918 en Andalucía, se inició una nueva época de movilizaciones en la que miles de jornaleros sin tierra llevaron a cabo ocupaciones de tierras y actos de sabotaje pensando en la factibilidad de una revolución en España. Su organización tenía su origen en la Federación Nacional de Agricultores (formada en Córdoba en 1913). En 1917 sumaban 13.852 afiliados y se unieron a CNT en 1918. Pero como se ha visto, el impacto de la huelga general de 1917, y de la Revolución rusa abrió una época de luchas sociales en toda España que se contagió al campo andaluz, bajo la esperanza de una inminente revolución social emancipadora. La CNT andaluza contarían ya en 1919 con unos 100.000 afiliados, en su mayor parte en el campo.
Entre el otoño de 1918 y el verano de 1919 se alcanzó el máximo nivel de movilizaciones, con numerosas huelgas, como la huelga general de la provincia de Córdoba convocada por el congreso campesino de Castro del Río (octubre de 1918); y la segunda huelga general de marzo de 1919, que se extendió por toda Andalucía. En ese momento las movilizaciones se radicalizaron a través de movimientos de ocupación de tierras con pretensión de reparto de las propiedades (entre los lemas difundidos estaban la unión hace la fuerza y la tierra para el que la trabaja), quema de cosechas, ocupación de ayuntamientos, expulsión de la guardia civil, etc. El temor que se extendió entre propietarios y patronos provocó su refugio en las grandes ciudades, al tiempo que aceptaban subidas salariales (Díaz del Moral estimaba un incremento nominal del 150% entre 1917 y 1921, aunque sobre los datos de jornales de siega que no pueden generalizarse). A partir de mayo de 1919 las movilizaciones de jornaleros fueron reprimidas con dureza, declarándose el estado de guerra. Se ilegalizaron las sociedades obreras y se encarceló a sus dirigentes. El movimiento obrero andaluz comenzó una fase de retroceso, y la afiliación sindical descendió bastante. Díaz del Moral asegura que a partir de entonces se produce un trasvase de afiliados desde la CNT hacia la UGT.
A pesar del nombre de bolchevique o espartaquista que recibió este movimiento, no había aún marxistas-leninistas en Andalucía. Estaban aprovechando y adoptando esta etiqueta debido al gran prestigio que gozaba entre los obreros (e incluso entre los anarquistas) la Revolución rusa de 1917 y que suscitaba un gran temor entre los terratenientes.

## La Dictadura de Primo de Rivera, 1923-1930

### La represión
Miguel Primo de Rivera era el capitán general de Cataluña cuando dio un golpe de Estado, que fue apoyado por el Rey Alfonso XIII. Como hemos visto era precisamente Cataluña donde el movimiento obrero había llegado más lejos, organizándose masivamente en los Sindicatos Únicos de la CNT. Según llegó al poder, el 23 de septiembre de 1923, declararía el estado de guerra en toda España, que duraría hasta el 16 de marzo de 1925. El Rey por su parte estaba ligando su destino al del Directorio Militar que se formó para gobernar España.
El general Miguel Primo de Rivera aplicó una política completamente diferente a la CNT y a la UGT. Mientras que consiguió atraerse a los socialistas sometió a la CNT a una represión implacable. Las primeras medidas que tomó el Directorio Militar estuvieron encaminadas a controlar a los Sindicatos Únicos exigiendo que presentaran sus estatutos, registros y libros de contabilidad, lo que sirvió de coartada para cerrar sedes societarias y encarcelar y desterrar sin juicio a sus representantes, valiéndose de los poderes de excepción del estado de guerra. Ante esta presión muchas organizaciones obreras optaron por pasar a la clandestinidad.
En mayo de 1924, aprovechando la oportunidad que brindó el asesinato el 7 de mayo del verdugo de Barcelona, los Sindicatos Únicos fueron prohibidos —y el diario de la CNT Solidaridad Obrera cerrado–, lo que supuso el hundimiento de la CNT, especialmente en Cataluña, donde estaba muy debilitada a causa de la intransigencia patronal, la acción de los Sindicatos Libres, la brutal represión, el pistolerismo y las pugnas internas de los "años de plomo" (1919-1923).
La implacable represión a la que sometió la Dictadura a la CNT suscitó un debate interno entre los sindicalistas como Joan Peiró o Ángel Pestaña, que abogaban por buscar fórmulas que permitieran a la CNT actuar en la legalidad, y los anarquistas "puros" como Diego Abad de Santillán y Emilio López Arango, que acusaban a Peiró y a Pestaña de "reformistas" y que defendían la "acción directa" y el espontaneísmo revolucionario de las masas. Estos últimos encontraron un amplio respaldo entre los libertarios exiliados en Francia, que en febrero de 1924 constituyeron en París un Comité de Relaciones Anarquistas que proponía el asalto al Estado por medio de un "Ejército revolucionario", por lo que fueron motejados por los sindicalistas con el sobrenombre burlón de "anarcobolcheviques".
La primera "acción directa" organizada por el Comité de Relaciones Anarquistas fue un intento de invasión de España desde Francia por Vera de Bidasoa (Navarra) y por la frontera catalana, que tuvo lugar a principios de noviembre de 1924, y que fue acompañado del intento de asalto del Cuartel de las Atarazanas y de la Maestranza de Artillería de Barcelona. Las dos operaciones resultaron un completo fracaso, porque al parecer la policía española estaba informada de ellas. El 7 de noviembre hubo un enfrentamiento armado en Vera de Bidasoa en el que murieron dos guardias civiles, un carabinero y tres insurrectos, y tres más resultaron heridos. Fueron detenidos catorce revolucionarios, y el resto logró huir a Hendaya, donde la Gendarmerie arrestó a veinte españoles y a un francés. En cuanto al grupo que debía invadir España por Cataluña, que estaba dirigido por Francisco Ascaso y Juan García Oliver, fueron interceptados por la Gendarmerie, que había sido alertada por la policía española, cuando intentaban cruzar la frontera, siendo detenidos 22 insurrectos, mientras el resto conseguía escapar. Los dirigentes anarquistas que lograron huir abandonaron Francia y buscaron refugio en Bélgica o en América Latina. Esta última fue el destino de Francisco Ascaso y Buenaventura Durruti, "Los Errantes", donde desarrollaron "una amplia labor de propaganda anarquista plagada de acciones violentas rayanas en el delito común".
En otra ocasión los anarquistas residentes en Francia decidieron atentar contra Alfonso XIII, siendo descubierto su complot y desbaratado por la policía francesa. En menos de un año las actividades conspirativas de los anarquistas pusieron a las autoridades francesas en su contra y esta comenzó a dificultar sus operaciones, e incluso su residencia en el país. Muchos militantes anarquistas tuvieron que refugiarse en Berlín, Bruselas, Londres, Buenos Aires, etc. Los distintos grupos anarquistas que se quedaron en Francia acabarán formando a lo largo de la década la Federación de Grupos Anarquistas de Lengua Española en Francia, precursora de la FAI.
El fracaso de la intentona de Vera de Bidasoa ahondó las diferencias entre los sindicalistas y los anarquistas "puros". En la primera discusión que tuvo lugar en el Congreso Nacional celebrado clandestinamente en Barcelona en abril de 1925 ganaron los primeros al ser aprobada la propuesta de la colaboración «con cuantas fuerzas tiendan a la destrucción del régimen actual por medios violentos» aunque con la salvedad de que «estos pactos no supongan que se contraen compromisos de ningún género para limitar el alcance y desarrollo de la revolución que, en todo momento, deberemos propulsar hasta sus extremos radical y positivo». Fruto de este acuerdo fue la entrada de la CNT en el Pacto de la Libre Alianza creado por el líder catalanista Francesc Macià y que organizaría el frustrado complot de Prats de Molló.
La división interna que vivió el sector sindicalista a partir de 1927 propició el crecimiento del sector anarquista "puro" que defendía la coordinación orgánica entre la CNT y las organizaciones anarquistas. Diego Abad de Santillán en El anarquismo en el movimiento obrero (1925) propuso recurrir a la táctica de la "trabazón" aplicada por la FORA argentina —y que consistía en el establecimiento de órganos de enlace entre los sindicatos obreros y los grupos específicamente anarquistas— para asegurar el predominio libertario en la CNT. La organización específica de carácter anarquista que aplicaría esta táctica de la "trabazón" en España fue la FAI.
Aprovechando que el sindicalismo revolucionario quedaba prohibido de facto se formaron numerosos grupos anarquistas culturales que tuvieron una vida más o menos libre durante la dictadura (libre en tanto se limitaran a labores culturales). Mientras tanto un nutrido grupo de militantes tuvo que exiliarse en Francia, Bélgica y Sudamérica. Entre ellos estaban conocidos militantes como Buenaventura Durruti, Francisco Ascaso, Juan García Oliver, Gregorio Jover, etc. que habían formado parte de los "grupos de acción" (Los Solidarios). Los anarquistas contarán en aquel tiempo con alguna defección hacia los comunistas en Sevilla (a destacar José Díaz, al frente de los panaderos y portuarios que se pasan al comunismo) y en Asturias (minería).

### Los ateneos obreros
A lo largo de las cuatro primeras décadas del siglo XX los ateneos de carácter libertario y popular se multiplican, así como las personas que participan en ellos. En muchos se crean escuelas para los hijos de los trabajadores que incluyen métodos de la pedagogía más avanzada basadas en las propuestas de Francisco Ferrer Guardia. Algunas por su calidad y número de participantes constantes, han pasado a la historia de la educación como la Escuela Natura del Clot en Barcelona que funcionó hasta el final de la Guerra Civil.
Se puede decir que los ateneos populares o libertarios fueron una verdadera Universidad popular para la clase obrera de todas las edades, donde fue adquiriendo la formación cultural que le había sido negada por su condición social. El impulso racionalista, de liberación mediante la cultura, le da fuerza y legitimidad suficiente ante la clase obrera, que trataban los ateneos y las bibliotecas populares con reverencia. Sirven también como lugar de encuentro entre las personas del barrio, donde la gente debate, se conoce, crea vínculos de unión y plantea sus problemas a los demás. Suponen también la primera vez en que muchas mujeres trabajadoras encuentran un sitio donde están en igualdad de condiciones con los hombres, donde van a aprender, y van tomando contacto con el anarquismo. El éxito de los ateneos libertarios fue abrumador, creando una cultura obrera y solidaria, pudiendo afirmarse que sustituyeron al Estado o a las órdenes religiosas en el papel de educativo de su tiempo.
Entre las actividades de los ateneos populares podían encontrarse boletines informativos, edición de libros y panfletos, excursiones al campo, conferencias y charlas, teatro, recitales poéticos, debates, clases de esperanto, o bibliotecas de libre acceso; generalmente estas actividades eran autofinanciadas por los usuarios. Algunos de estos ateneos, debido en cierto modo a la influencia anarcosindicalista, mantenían escuelas racionalistas en las que se escolarizaban los hijos de los trabajadores en un ambiente laico y progresista. Daban mucha importancia a la higiene como prevención de las enfermedades, al conocimiento de los métodos anticonceptivos y a la sexualidad.

### El naturismo libertario
La relación entre el anarquismo y el naturismo siempre ha estado presente a lo largo del tiempo. Esta vinculación fue bastante importante a finales de la década de los años veinte del siglo pasado, durante la Dictadura de Primo de Rivera. El papel catalizador correspondió primero a la revista Helios (1916-1939) y después al grupo anarquista «Sol y Vida» que realizaba numerosas excursiones al campo y a la playa con fines naturistas. Este grupo gestionaba el Ateneo Naturista Ecléctico del Clot y sacaba una revista llamada Ética, que en 1929 se llamará Iniciales. La revista durará hasta la guerra civil. En 1934 tenía su sede en Sants, momento en el que fue incendiada por un grupo derechista.
La propaganda del naturismo se adecuaba a los deseos de ruptura que alentaban los jóvenes libertarios respecto a las "pautas de comportamiento burguesas". Naturismo, en el amplio sentido de la palabra, es una amplia doctrina que propugna el respeto por la Naturaleza en todos los ámbitos e implica un estilo de vida natural en todos sus aspectos. En el anarquismo, esta creencia de vida en coherencia con la naturaleza coexiste con la defensa de la revolución social para llegar a un "comunismo libertario naturista".
El naturismo libertario considera también el vegetarianismo (sobre todo en su variante de trofología, es decir, dieta vegetariana que combina los alimentos adecuadamente al considerar su polaridad positiva o negativa), la libre-cultura (cultura del cuerpo libre que defiende la desnudez física como vía hacia la desnudez moral) y el higienismo (en oposición a la "suciedad moral" del catolicismo). Era un movimiento profundamente ético. Pensaban que a través de la desnudez, del vegetarianismo, de la abstención del alcohol, del café y del tabaco se superarían las neurosis de la sociedad. El desnudismo sería una reivindicación del movimiento insurreccional porque la revolución no las traerá por sí sola.
Entre 1923 y la guerra civil, proliferan en Cataluña, Valencia y Alicante publicaciones de tendencias naturistas. La nombrada revista Iniciales será quien recoja las distintas corrientes del naturismo libertario en una sección dedicada al desnudismo (1929 – 1931). Esta revista defiende el individualismo.

### La lengua internacional
A finales del siglo XIX fueron apareciendo en Europa las primeras lenguas planificadas. La más importante de ellas fue el Esperanto, diseñada por el Dr. Zamenhof, sin embargo hubo otras que también arraigaron internacionalmente como el Ido o el Volapuk, pero que fueron menos empleadas. La introducción del esperanto en España data de 1903, al formarse los primeros grupos en Madrid y Valencia. En España fueron los militares progresistas el primer sector de la sociedad que se decantó por aprender esta lengua. Por ejemplo, el general Julio Mangada fue un conocido esperantista. En general algunas logias masónicas también adoptaron el esperanto como lengua internacional.
Pero el esperantismo arraigó también en el movimiento obrero. Este arraigo estuvo íntimamente relacionado con el internacionalismo vigente en él. De hecho se creó en París 1921 una Sennacieca Asocio Tutmonda (SAT), es decir, la Asociación Universal Anacionalista. Este anacionalismo no era equivalente a apátrida, sino a internacionalista. El movimiento anarquista pronto se interesó por esta lengua, siendo enseñada en sus ateneos y escuelas racionalistas. En un medio en el que reinaba un gran analfabetismo (entre los obreros) el esperanto y las demás lenguas artificiales eran vistas como una esperanza de futuro de un mundo mejor.
El primer grupo anarquista esperantista fue Paco kaj Amo (Paz y Amor), fundado en 1907 en Barcelona. Durante su existencia convivió con los sindicatos de la CNT y los grupos de acción. Este grupo participó en el V congreso esperantista celebrado en Barcelona en 1909. Fundaron una revista, llamada Semo en 1910. De todas formas funcionaron muchos grupos anarquistas que aprendían esperanto. Se daban incluso en los pueblos más pequeños. Para 1935 se llegó a fundar una Ibera Ligoj de Esperantistoj Senstatanoj (Liga ibérica de esperantistas sin Estado) como sección de una federación esperantista anarquista internacional. Tenía un boletín Nia Bulteno, y publicaba algunas noticias incluso en Solidaridad Obrera.
Durante la guerra civil, la CNT publicó un boletín íntegramente en esperanto y tenía programas de radio en esta lengua.

### La FAI

Bandera de la CNT-FAI.

La Federación Anarquista Ibérica (FAI) fue fundada en Valencia el 24-26 de julio de 1927 a partir de la fusión de la Uniâo Anarquista Portuguesa, la Federación Nacional de Grupos Anarquistas de España y la Federación de Grupos Anarquistas de Lengua Española, fundada en Francia para la organización de los cenetistas exiliados. La FAI propugnaba el establecimiento de formas de representación orgánica de la misma en los órganos de gobierno de la CNT –la trabazón que había iniciado la FORA argentina- para asegurar el carácter anarquista de la Confederación. Según el historiador Eduardo González Calleja, "el objetivo declarado era la conversión de la FAI en la vanguardia inspiradora del sindicato", por lo que "sus miembros actuaban como militantes de choque, y se reunían en grupos de afinidad de tres a diez miembros, organizados a escala federal de forma paralela a la CNT, con la que se coordinaban a través de los comités de relaciones y los comités mixtos [CNT-FAI] de acción".
Siguiendo la táctica de la "trabazón", la FAI controló el Comité de Acción de la CNT afincado en Badalona, que entró en conflicto con el Comité Nacional presidido por el sindicalista Joan Peiró y radicado en Mataró. La FAI proponía lanzar un movimiento insurreccional en solitario, contando con el apoyo de algunos militares afines como el capitán Fermín Galán, mientras que el Comité Nacional apostaba por la participación en la conspiración encabezada por el conservador José Sánchez Guerra y que culminaría en el intento de golpe de Estado de enero de 1929. El fracaso del golpe obligó al Comité Nacional a dimitir.
La organización de la FAI estaba basada en pequeños grupos de afinidad de activistas autónomos que se estructuraban en federaciones locales, provinciales y regionales. La FAI permaneció como una organización secreta y clandestina incluso después del reconocimiento de su existencia dos años después de su formación. Su naturaleza subrepticia hace difícil juzgar la extensión numérica de sus miembros. Se estima que los miembros de la FAI hacia 1933, cuando animan y organizan varias insurrecciones contra la República era de 10.173 miembros. En el Pleno de la FAI de octubre de 1933, celebrado en Madrid, asistieron 22 delegados de 569 grupos. Estos encuadraban a unos 4.839. Además recibieron la adhesión de otros 632 grupos con unos 5.334 delegados más, totalizando los 10.173 referidos.
La FAI era tácticamente revolucionaria, con acciones que incluían los robos de bancos para la adquisición de fondos, y la organización de huelgas generales. No necesariamente tenía una unidad táctica, habiendo en su seno desde pacifistas individualistas hasta revolucionarios insurreccionales.[cita requerida]

## El fin de la Dictadura y la II República, 1930-1936
El gobierno dictatorial de Primo de Rivera terminó agotado y sin proyecto. Tras varias intentonas golpistas contra el gobierno (llamado Directorio), como la sanjuanada de 1926 (llevada a cabo por militares), y ante la mala situación económica (ya comenzaban a notarse los efectos del crack de 1929) y las constantes desautorizaciones del Rey Alfonso XIII al Directorio, Primo de Rivera dimite el 28 de enero de 1930. El poder pasará al general Dámaso Berenguer, cuyo mandato se conocería como la "Dictablanda" por el carácter más abierto de su régimen. En 1930 casi todas las organizaciones republicanas, socialistas, comunistas y anarquistas comenzaron un proceso de reconstrucción.
En agosto de 1930 se firmaría el llamado Pacto de San Sebastián, entre los republicanos y los socialistas que finalmente tendría una continuidad en el primer gobierno republicano. La CNT no participó de este pacto pero estuvo al tanto de él. Entre estas organizaciones planearon una huelga general y una insurrección a tener lugar el 15 de diciembre. Para ello contaron con la CNT para que convocara la huelga en Barcelona. El 12 (3 días antes de la fecha prevista) se produce la Sublevación de Jaca, que fracasa (y da al traste con los preparativos en el resto de España). Los sucesos de Jaca terminan con el fusilamiento de los capitanes Fermín Galán y Ángel García Hernández, que tendrán un indignado eco en toda España en todos los estamentos (militares incluidos). El descrédito del régimen estaba en su punto más álgido. De esta forma cae políticamente Berenguer. Le sustituye en febrero de 1931 el almirante Juan Bautista Aznar, que de acuerdo con el Rey, convoca elecciones para el 12 de abril.
El Gobierno convocó elecciones municipales para el 12 de abril, a las que republicanos y socialistas se presentaron en coalición. Pronto, las elecciones tomaron el cariz de plebiscito sobre la monarquía. La victoria de los republicanos en 41 de las 50 capitales de provincia y en todas las aglomeraciones urbanas importantes llevó a la proclamación de la República e izado de la bandera tricolor en Éibar en la madrugada del día 14 de abril. Por la tarde, siguieron su ejemplo Barcelona, Madrid y el resto de ciudades españolas, en medio del júbilo callejero. Los miembros del Comité revolucionario se convirtieron en Gobierno provisional, en medio del apoyo o pasividad de la Guardia Civil y el Ejército, mientras el rey, Alfonso XIII, abandonaba el país.
La CNT inicialmente aceptó la República como una alternativa preferible a la dictadura, pero pronto se vio forzada a sumarse a las reivindicaciones populares que esperaban que el régimen republicano produjese mejoras sociales inmediatas. Como el nuevo gobierno republicano no movía ficha, era el pueblo mediante la acción directa quien impondría estas mejoras (mediante ocupaciones de tierras, huelgas de alquileres y huelgas económicas). En estas luchas sociales se unieron los militantes anarquistas que se habían formado durante la pasada dictadura. A la vez iban regresando los anarquistas exiliados en otros países. Los conflictos no tardaron en llegar. El 1.º de mayo de 1931, la manifestación de Barcelona terminó con un tiroteo de la Guardia Civil. Una de las exigencias de la CNT al gobierno republicano era la disolución de este cuerpo. Pero fue la Huelga de la Telefónica de 1931, en Sevilla (que provocó 30 muertos), la que terminaría rompiendo las relaciones entre la CNT y los republicanos. A partir de entonces se entabló una pugna entre el gobierno y los anarquistas.
En estos primeros momentos de la República la CNT realizaría su III Congreso en Madrid. Además la AIT celebraría su IV Congreso en Madrid también, aprovechando el congreso de CNT.  De manera que del 11 al 16 de junio se celebró en el Teatro Conservatorio de Madrid el III Congreso de la CNT, al que acudieron delegados de 511 sindicatos que totalizaban una cifra de 535.000 afiliados representados, siendo el número real de afiliados mayor. En este Congreso destacó la aprobación, tras un acalorado debate, de las Federaciones Nacionales de Industria (como las que tenía la UGT). Se argumentaba que se trataba "de la estructura que convenía a las aspiraciones revolucionarias de la Confederación, necesitada de flexibilidad y agilidad de maniobra" (J. Peiró), postura que era defendida por los futuros treintistas. Estas Federaciones reunirían a los sindicatos de un ramo de producción determinado a nivel nacional para ponerlos en condiciones de enfrentarse con la agrupación capitalista de la misma industria, coordinar la acción industrial, crear estadísitcas propias del ramo, etc. Una vez realizada la revolución, las Federaciones Nacionales de Industria serían el órgano adecuado para coordinar la producción de la industria respectiva y para equilibrar esta a las necesidades del consumo nacional y del cambio con el extranjero. Pero estas federaciones fueron boicoteadas desde el primer día por el sector revolucionario de CNT y para 1936 solamente se habían constituido dos.
La CNT salió reforzada de estos primeros meses de la República, y para finales del verano tendría unos 800.000 afiliados (400.000 en Cataluña). Se habían unido las masas desencantadas con la República. Otro de los primeros choques con el gobierno fue la implantación de los "jurados mixtos", es decir, jurados para resolver los conflictos obreros con representación del patrón, los trabajadores y el gobierno. La CNT boicoteó estos jurados, porque entendía que beneficiaban a la patronal y negaban el principio de acción directa que defendían.
El socialismo (ahora en el gobierno de coalición) también logró arraigar en España. Se había convertido en un movimiento de masas mediante su sindicato UGT, el PSOE, y sus juventudes. El sindicato tenía en 1932, 1.048.000 afiliados. Este crecimiento amenazaba la hegemonía sindical de la CNT. Probablemente la existencia de un anarquismo revolucionario de masas en España se debiera a la incapacidad de este partido socialista para lograr mejoras sociales inmediatas. Y es que las características de la burguesía española habían hecho hasta entonces casi imposible llevar a cabo una política reformista eficaz. Las estructuras sociales parecían inamovibles. La CNT perdió en 1931 una oportunidad importante de articular una federación de campesinos, y sería la UGT quien lo pudiera llevar a cabo. Se trataba de la Federación Nacional de Trabajadores de la Tierra, que en poco tiempo tuvo medio millón de afiliados y que se convirtió en la columna vertebral de la UGT.

### El "treintismo"
El treintismo fue una corriente política, y finalmente un movimiento propio, que se dio en el seno de la CNT. Defendía la necesidad de una fase de preparación de unos años (sin especificar cuántos) antes del inicio de la revolución social. Además intentaban desmontar el «mito revolucionario» y proponiendo una revolución por la educación y el ejemplo. Su visión chocaba con otra tendencia más radical del sindicato representada por la faísta (de la FAI).
Recibe su nombre de un documento llamado Manifiesto de los Treinta escrito en agosto de 1931. Llamados a veces posibilistas, moderados o reformistas, entre los treintistas estuvieron anarquistas como Ángel Pestaña, Juan López Sánchez o Juan Peiró. Su ámbito de influencia será sobre todo Valencia, donde dominaban la Federación Local, aunque también eran mayoritarios en sindicatos de Huelva, Sabadell, Mataró, Manresa, Igualada, etc. Los sindicatos de Valencia se auto-excluyeron de la CNT levantina en el otoño de 1932, no queriendo asumir la línea de la FAI, siendo seguidos por varias expulsiones y auto-expulsiones de otros sindicatos de las localidades ya mencionadas y otras. Fueron conocidos como los "sindicatos de oposición", y nunca formaron una federación anarcosindicalista propia, aunque estarían coordinados mediante la Federación Sindicalista Libertaria. Serían readmitidos en el Congreso de Zaragoza de mayo de 1936, excepto el de Sabadell, que entraría finalmente en la UGT catalana.
El treintismo tuvo dos entidades principales. Por un lado el Partido Sindicalista de Ángel Pestaña, fundado en 1934 ante la renuncia de este a la revolución social que veía como imposible. Pestaña ve que los nuevos tiempos exigían una política parlamentaria, por lo que funda un partido con la intención de que sea el representante de los anarco-sindicalistas, que entiende que no tenían partido. En 1936 el partido participará en el Frente Popular y logra dos diputados (en Cádiz y Zaragoza; Ángel Pestaña y Benito Pabón respectivamente), uno por el partido y el otro como independiente. Tenían unas juventudes propias llamadas Juventudes Sindicalistas. El partido se desarmó ya iniciada la Guerra Civil Española afectado por la muerte de Ángel Pestaña en diciembre de 1937, teniendo 30 000 afiliados. La otra entidad más importante del treintismo la conformaba la Federación Sindicalista Libertaria, formada por iniciativa de J. Peiró y constituida el 25 de febrero de 1933. Pestaña participaría en esta Federación hasta la fundación de su partido. La FSL formó ateneos sindicalistas, tuvo prensa propia, participó en la Alianza Obrera de Cataluña en 1934 y, finalmente, volvería a la CNT en mayo de 1936. Aportaron unos 70.000 afiliados a esta reunificación en el Congreso.
Durante la guerra civil esta corriente siempre apostó por la colaboración con las demás fuerzas antifascistas. Cuando la CNT-FAI deciden participar en el gobierno de la República, esta tendencia aportaría 2 ministros (Juan López y Joan Peiró) de los 4 que se le ofrecen al movimiento libertario.

### El ciclo insurreccional, 1931-1933
El fuerte crecimiento de afiliación en 1931 y 1932, fue tomado por los sectores más revolucionarios de la CNT como la prueba de que el momento estaba maduro para la revolución social. En aquellos tiempos la Guardia civil estaba totalmente desprestigiada a ojos del proletariado, y el ejército era inestable y proclive a ponerse de parte de los obreros en las frecuentes algaradas y disturbios. Se ponía el paralelismo con la revolución rusa en la que tras la Revolución de Febrero de 1917, le siguió la Revolución de Octubre.
A la vez, estos sectores revolucionarios, iban tomando el control de los sindicatos y de las federaciones regionales arrebatándoselo a los sindicalistas moderados. Esto llevó a que se pudiera llevar a cabo una primera purga de los sindicatos comunistas en CNT. El partido BOC, de la izquierda comunista, tenía alguna influencia entre los obreros cenetistas de Lérida y Gerona, así como en el sindicato mercantil de Barcelona. Estos sindicatos fueron expulsados. También fueron expulsados, o abandonaron la Confederación, los sindicatos controlados por el PCE, en Sevilla, Málaga, Córdoba y Asturias. El PCE tras intentar controlar algunos sindicatos de la CNT (que consideraba como un movimiento "sin partido") trató más tarde formar una central sindical llamada CGTU (como su equivalente en Francia), que nunca tuvo mucho éxito y que en 1935 se fusionaría con la UGT. La FAI por su parte iba ganando simpatías entre los anarquistas que militaban en CNT. Estas crecientes complicidades provocaron la creación de comités conjuntos en los que participaban miembros de ambas organizaciones, confundiéndose a veces en una sola. Por ejemplo el comité pro-presos se convirtió en el símbolo de esta nueva alianza, que se conoció como la trabazón orgánica. Esta trabazón suponía la apuesta de CNT por una de las diferentes tendencias en su seno en perjuicio de las demás.
Los anarquistas habían visto ya cómo actuaba el gobierno en las huelgas. Durante la huelga de teléfonos de Sevilla, el ejército usó armas de fuego (e incluso un cañón) en contra de los trabajadores. Eran frecuentes las detenciones masivas de militantes, los cierres de los sindicatos y las requisas de la prensa anarquista. Pero el momento no dejaba opción para la inacción. En el campo se producían numerosas huelgas, que llevaban a cabo también los obreros de la UGT. Así ocurrió por ejemplo en los hechos Castilblanco (Extremadura), el 31 de diciembre de 1931, donde la violenta represión parece como si hubiera sido fue el inicio de una semana de insurrecciones locales en varios puntos de España, sin conexión entre ellos. En esa semana se produjeron también los sucesos de Arnedo (en la Rioja) en la que una manifestación de la UGT fue enfrentada a tiros por la Guardia civil provocando otra matanza.
También fue sonada la insurrección anarquista del Alto Llobregat donde los mineros tomaron el control del pueblo de Fígols (provincia de Barcelona) y proclamaron el "comunismo libertario" durante una semana. La huelga se extendió a otros pueblos como Berga, Gironella, Sallent, Balsareny, Navarcles y Suria, donde pararon las minas y cerraron los comercios. La represión fue feroz, el 21 de enero, el gobierno envió al ejército a tomar los pueblos mineros. Para el 23 ya solamente quedaba Fígols en poder de los insurrectos, pero el 24 el pueblo cae, los obreros son detenidos y despedidos de sus minas.
El Comité Nacional de la CNT acordó entonces “dar la orden de paro en toda España, aceptándola con todas sus consecuencias”. Sin embargo solo en algunos pueblos aislados de la Comunidad Valenciana y de Aragón la siguieron. En Alcorisa (Teruel) los insurrectos colocaron dos bombas en el cuartel de la Guardia Civil, y en Castel de Cabra, se apoderaron “del Ayuntamiento, destruyeron el Registro fiscal y todos los documentos que había en el archivo de la secretaría municipal”, según informó un periódico. Tropas de infantería enviadas desde Barcelona al mando del general Domingo Batet y desde Zaragoza acabaron con disturbios y el día 27 de enero la primera insurrección anarquista contra la República había acabado.
Hubo muchos detenidos y todos los locales de la CNT de las comarcas afectadas fueron cerrados, pero la medida represiva que mayor impacto tuvo fue la decisión del gobierno de aplicar la Ley de Defensa de la República a un centenar de detenidos que fueron deportados a las colonias de África. El día 22 de enero, cuando las tropas ocupaban Manresa, en Barcelona eran detenidos varios militantes anarquistas, entre los que se encontraban los hermanos Francisco Ascaso y Domingo Ascaso, Buenaventura Durruti y Tomás Cano Ruiz. Fueron trasladados al buque de vapor “Buenos Aires”, anclado en el puerto. Cuatro días después ya había más de 200 detenidos en el buque. El día 28 un centenar iniciaron una huelga de hambre en señal de protesta y redactaron un manifiesto denunciando su indefensión. Algunos quedaron libres, pero el 10 de febrero el “Buenos Aires” zarpaba del puerto de Barcelona con 104 detenidos a bordo. Tras recoger otros detenidos en Cádiz, el barco pasó por Canarias, Fernando Poo (en la actual Guinea Ecuatorial) y finalmente recaló en Villa Cisneros (en el actual Sahara Occidental) el 3 de abril. En la travesía algunos de los presos habían enfermado, uno de ellos murió, y otros fueron liberados. Los últimos deportados regresaron a la Península en septiembre. Con este “affaire” de los deportados el enfrentamiento entre la CNT y el gobierno republicano-socialista se enconó aún más.
En un artículo  Archivado el 14 de septiembre de 2011 en Wayback Machine. publicado en el diario La Tierra, de Madrid, el anarquista Melchor Rodríguez García contabilizaba en 166 los muertos de forma violenta producidos entre el 14 de abril de 1931 y el 14 de abril de 1932, la mayoría en pueblos pequeños, lo que denotaba la situación del campo español.
Durante todo el año 1932 siguieron los problemas en el campo. Pero también las huelga en las ciudades. En Sevilla el jefe de la guardia civil, José Sanjurjo se subleva contra la República en agosto de 1932. Su rebelión es paralizada por la huelga general convocada por los anarquistas y los comunistas.
Mientras tanto, los anarquistas pasarían a la ofensiva. En un Pleno de Regionales de la CNT celebrado el 1 de diciembre de 1932 en Madrid el sindicato de ferroviarios solicitó el apoyo para declarar una huelga general en la que se reclamarían aumentos salariales. Al final los ferroviarios se echaron atrás porque más de la mitad de sus secciones sindicales pensaban que la huelga resultaría un fracaso, pero aun así el Comité de Defensa Regional de Cataluña retomó la idea a propuesta de Joan García Oliver, dispuesto a poner en práctica la "gimnasia revolucionaria" que consistiría en una "acción insurreccional que impidiera la consolidación de la República Burguesa". La fecha elegida fue el 8 de enero de 1933.
La insurrección no tuvo un seguimiento muy amplio. El Ejército y la Guardia Civil tomaron posiciones estratégicas en los lugares donde se preveían desórdenes y los dirigentes sindicales fueron detenidos. En algunas barriadas de Barcelona hubo choques entre anarquistas y fuerzas de orden público. Hubo huelgas, incidentes con explosivos y proclamaciones del "comunismo libertario" en algunas poblaciones de Aragón, como Robres y Belver de Cinca, y la Comunidad Valenciana, como Bugarra, Ribarroja, Bétera, Benaguacil, Utiel y Pedralba.
Ninguna de estas acciones tuvo éxito. Estas intentonas revolucionarias provocaron el desmarque de los organismos oficiales de CNT, denotando diferencias tácticas entre las distintas federaciones regionales del sindicato que le fueron arrebatando a Cataluña la primacía en la Confederación (Cataluña era la federación regional más extremista). Pero a pesar de todo, el 10 de enero, los anarquistas de Casas Viejas iniciaron la insurrección por su cuenta. Tomarían el pueblo al día siguiente y lo mantendrán un día más. La represión será brutal, puesto que los guardias que retoman el pueblo cuentan con el visto bueno directo del gobierno de Manuel Azaña. Los hechos terminaron con 26 muertos y conmocionaron a toda España. El gobierno fue llamado a dar explicaciones y la CNT inició una fuerte campaña contra la República. Los hechos fueron difundidos por los periodistas del diario La Tierra, Eduardo de Guzmán y Ramón J. Sender.
Ante la convocatoria de elecciones de la República para el 19 de noviembre de 1933, los anarquistas hicieron una fuerte campaña a favor de la abstención. Tuvo cierto impacto en las provincias en las que predominaba el sindicato CNT, como Cádiz, Málaga, Sevilla, Barcelona, Pontevedra, etc. Pero ante la victoria de la derecha, los anarquistas que no querían aparecer como quienes la habían provocado, decidieron realizar una demostración de fuerza. En diciembre de 1933 se proclamó la insurrección contra la República. Sin embargo, todos los focos fueron controlados rápidamente por la guardia civil y la de asalto. Además de una fuga en una prisión de Barcelona, no se efectuaron ningún tipo de progresos antes de que la policía sofocase la revuelta en Cataluña y el resto del país. Zaragoza vio una efímera insurrección manifestada en la lucha callejera junto a la ocupación de ciertos edificios.

### La Alianza Obrera
Durante 1934 los socialistas decidieron radicalizar su actitud ante el recién elegido gobierno derechista, que equiparaban al fascismo. Visto el ascenso al poder de los nazis en Alemania y los sucesos de Austria, en donde el nazismo y el fascismo habían destruido a la socialdemocracia, no querían que lo mismo ocurriera en España. Por ello convocaron importantes huelgas como la de campesinos en Extremadura. Para entonces, en el campo español había ya 415.000 parados y la situación era desesperada. El movimiento huelguista, que en general fue reprimido duramente, se extendió a más de 1500 municipios españoles durando más de una semana. Esto llevó a numerosas detenciones (20.000 en Extremadura) y al desmantelamiento de la FNTT. Hubo muchos miles de detenidos en toda España.
Los anarquistas, por su parte, convocaron una importante huelga en abril, nuevamente en Zaragoza, que duró cinco semanas, deteniendo la mayor parte de la economía de Zaragoza. El apoyo a la huelga también se manifestó en otros lugares del país; los anarquistas de Barcelona tomaron el cuidado de los hijos de los huelguistas (alrededor de 13 000).
Durante aquel año se discutió largamente sobre la llamada Alianza Obrera. Era una propuesta de los partidos de la izquierda comunista (BOC y IC), que fue asumida por el PSOE y la UGT. A pesar de que fue defendida en CNT por Valeriano Orobón Fernández y que fue aceptada en Asturias, Galicia y Madrid, a nivel nacional la CNT rechazó esta alianza, pensando que se trataba de una maniobra de los socialistas para recuperar el poder. Solamente en Asturias siguió adelante con la Alianza, dando lugar a la insurrección de octubre. En Cataluña la Alianza Obrera contó con el apoyo de los sindicatos de oposición de CNT, pero a la hora de la verdad no participaron en la huelga. El resto de la CNT incluso llegará a publicar en Solidaridad Obrera un "Manifiesto" que decía:

Nuestra posición no ha sufrido variante... [ya que] para el pueblo escarnecido, para los explotados, no puede haber diferencia entres los gobernantes [...] todos son iguales en la persecución del proletariado, todos son fascistas cuando de defender los privilegios se trata. [...] Todo para la CNT. Nada para los políticos

### La Revolución de Asturias, 1934
Tal vez el antecedente más claro de la Revolución social de 1936 (y de la Guerra Civil) ocurrió en 1934 en las cuencas mineras de Asturias. Estos hechos fueron conocidos como la Revolución de octubre. Se trataba de una acumulación de fuerzas del proletariado minero e industrial asturiano mediante constantes conflictos locales que se dieron desde varios años antes de 1934. Para 1934 el impulso revolucionario de Asturias era tan grande que arrastró a todas las organizaciones obreras, hasta entonces enfrentadas o divididas, y les obligó a firmar la Alianza Obrera. En principio esta alianza fue firmada por el PSOE, la UGT y la CNT. Más tarde se unirían la izquierda comunista y el BOC y por último, el día antes de la huelga de octubre, el PCE y su sindicato la CGTU.
La huelga minera comenzó con ataques con dinamita a los cuarteles de la Guardia Civil. Los huelguistas tomaron por las armas todas las cuencas Asturianas, destacando la toma de Mieres, Sama de Langreo y La Felguera. Hubo dos semanas de combates en pleno Oviedo y en Gijón. Los trabajadores tomaron el control de casi todo el centro de Asturias, bajo el lema de "Uníos, hermanos proletarios" a través de la Alianza Obrera de la UHP. Los obreros de La Felguera, más proclives al anarquismo (y mayoritariamente en la FAI) también tuvieron una participación destacada enviando milicianos a Gijón y Oviedo. Sin embargo en general la revuelta obrera estuvo liderada por los socialistas. En Gijón, feudo anarcosindicalista, también se desarrollaron combates, aunque no pudieron tomar la ciudad por falta de armas. En total se estimaba que participaron de una forma u otra hasta 30 000 insurrectos.
El aplastamiento de la revuelta fue llevado a cabo por el General Francisco Franco dirigiendo las operaciones desde Madrid. Tras una semana de combates logró derrotar la resistencia de los mineros. Los insurrectos capturados sufrieron duras torturas, violaciones, mutilaciones, y ejecuciones masivas. Se calculan en unos 2.000 los muertos. Este hecho presagiaría la brutalidad vivida dos años después durante la Guerra Civil Española. El imaginario colectivo de Asturias fue por un lado la cruenta represión (se hablaba también de 15 000 presos y otras fuentes de 30 000), y por el otro el hecho de que la clase obrera unida se había batido con el ejército durante 15 días en igualdad de condiciones, y que de no haber sido por varios errores estratégicos habrían sido muchos más. Esto posibilitó la toma de conciencia y de moral por parte de los obreros de otras partes. No se entiende la tremenda resistencia de los obreros al golpe militar de 1936 sin el ejemplo que habían recibido de Asturias (de que sí se podía aguantar y vencer).

### El Frente Popular, 1936
Con la llegada al poder de los partidos políticos de derecha (representados por Gil-Robles y la CEDA católica), los partidos de izquierda sintieron la necesidad de unirse en un "Frente Popular". Era una propuesta del Partido Comunista que fue paulatinamente aceptada por los socialistas y los republicanos. Los anarquistas no llegaron a formar parte, pero ante las elecciones de febrero de 1936, o bien no realizaron campaña por la abstención o bien recomendaron el voto a esta coalición. La justificación era que había que librarse de un gobierno de derechas que impedía la acción de los sindicatos, y que había que sacar de la cárcel a todos los prisioneros políticos que había (unos 30 000).
Nada más ganar las elecciones el Frente Popular, el pueblo pasó a la acción y comenzó a ganar conquistas sociales (empezando por la liberación de los presos). Por ejemplo, los campesinos (socialistas mayoritariamente) de Extremadura, llevaron a cabo una masiva ocupación de tierras (100.000 personas participaron). Los anarquistas forzaron la situación en el sector de la construcción, consiguiendo en Sevilla una semana laboral de 36 horas. En Madrid la huelga de la construcción tomó tintes insurreccionales, destacando los militantes David Antona, Teodoro Mora o Cipriano Mera. Esta huelga provocó enfrentamientos incluso con los socialistas, que tenían un planteamiento más moderado.
El IV congreso nacional de la CNT en mayo de 1936, celebrado en Zaragoza, tuvo un tono abiertamente revolucionario. Entre los temas discutidos se debatió ampliamente sobre el "comunismo libertario" , ya que consideraban inminente su aplicación, así como de pactos a escala nacional con la UGT. Sin embargo, poco o nada se debatió sobre la posibilidad de un golpe de Estado del ejército, que algunos veían clara. El congreso significó la reunificación del anarcosindicalismo, entre los sectores revolucionarios y los sindicatos de oposición. 550.000 obreros estuvieron representados, a los que había que sumar los 70.000 de los sindicatos reunificados. Sin embargo, la progresión de crecimiento acelerado seguiría durante aquel año hasta el golpe de Estado del 17 de julio.

### El cooperativismo
El cooperativismo acaso sea un movimiento todavía demasiado poco estudiado con respecto a la práctica anarquista. Los anarquistas revolucionarios despreciaban a menudo el cooperativismo por considerarlo como posibilista y poco revolucionario. Sin embargo, el cooperativismo era de naturaleza antiautoritaria, entendiendo que las decisiones (al menos algunas) se tomaban de forma colectiva y democrática, y que, si bien era una forma de trabajo inserta en la sociedad capitalista, al menos proporcionaba un empleo seguro. El cooperativismo estuvo íntimamente relacionado con el mutualismo.
Las cooperativas en España han tenido una presencia continuada en los pueblos y barrios obreros desde el siglo XIX. Durante los años 1910 y 1920 algunos obreros anarquistas decidieron constituir cooperativas de producción. Por ejemplo, Salvador Seguí participó en una de estas cooperativas. Pero sería Joan Peiró el cooperativista y anarquista más célebre. Trabajó en Cristalerías de Mataró, fundada en 1919. La cooperativa llegó a ser la mayor productora de bombillas de España. A lo largo de su historia, fabricó además termómetros, tulipas y pantallas para lámparas, botellas, bombillas, vasos u objetos decorativos, sin llegar a fabricar vidrio plano.
En los barrios obreros de Pueblo Nuevo, Gracia y Sants-Hostafrancs (Barcelona) también hubo numerosas cooperativas. En Sants destacan la Flor de Mayo, La Lealtad Santsenca, La Nova Obrera, La Hormiga Obrera, etc. En marzo de 1920, estas y muchas otras participan en el Congreso Regional de Cooperativas de Cataluña, en donde definen sus estatutos. Crearon un boletín llamado Acción Cooperatista que duró desde 1920 a 1938, que estaba dirigido por Joan Coloma Chalmeta.
Las cooperativas tenían grandes edificios en los que solían tener sus talleres. También disponían de salas a modo de colmados, que eran los supermercados de la época. Las cooperativas se convirtieron así en polo de atracción de las clases populares en tiempos de crisis, ya que estar asociado a alguna de ellas era garantía de alimentos y servicios. Durante la República se produjo un proceso de fusión y concentración de cooperativas, que las hizo mucho más potentes. Se fueron convirtiendo en auténticos contrapoderes en los barrios. En las huelgas obreras podían encargarse de alimentar solidariamente a las familias huelguistas, y no pocas veces dieron trabajo a los obreros represaliados por su acción sindical. En 1936, en Cataluña, había unas 241 cooperativas. Se había pasado de 27.718 socios en 1931 a 84.300 en 1936. El movimiento cooperativista creó una Central de Compras y una Caja de Crédito propia.
Con la guerra civil, las cooperativas siguieron ganando peso. El 6 de septiembre de 1936 se constituye la Unión de Cooperadores de Barcelona que agrupaba 45 cooperativas, con 65 sucursales y unas 10 000 familias asociadas. Durante la guerra este movimiento llegará a garantizar unas 430 000 raciones de alimentos diarias. Las cooperativas anarquistas (las colectivizaciones), recelosas del movimiento cooperativista, se organizaron aparte de la Unión. Se establecieron en locales requisados o alquilados y distribuyeron otras 800 000 raciones diarias. Como resultado de la transformación socioeconómica revolucionaria se había pasado de unas 9000 familias organizadas en cooperativas de consumo a 383.733 familias catalanas asociadas en junio de 1938. Su fuerza fue tal que incluso llegaron a plantearse en un congreso el "futuro cooperativista" de Cataluña.
Las cooperativas de consumo tuvieron problemas con algunos comités de abasto de las barriadas (controlados por CNT) y sobre todo con el Sindicato Único del Ramo de la Alimentación de CNT. Los primeros amenazaban con requisar los hornos de pan de las cooperativas. Los segundos deseaban colectivizar totalmente el Ramo de la Alimentación, y para ello querían tomar posesión de las instalaciones de las cooperativas. Pero estas eran muy celosas de sus trabajosas conquistas previas (fue trabajo de décadas de acumulación de capital y patrimonio) y buscaron quién las "protegiera de la colectivización". Defendían que ya estaban colectivizadas, y que solo necesitaban coordinarse con los sindicatos, no ser absorbidas por ellos. El PSUC comunista intentó rentabilizar estas diferencias atrayéndose a los cooperativistas.

### Mujeres Libres
Mujeres Libres fue una organización de mujeres que se formó en el ambiente del anarcosindicalismo español. Existió entre abril de 1936 y febrero de 1939, durante la Guerra Civil Española. Junto a la Confederación Nacional del Trabajo, la Federación Ibérica de Juventudes Libertarias y la Federación Anarquista Ibérica constituyó una de las organizaciones clásicas del movimiento libertario español. Sin embargo, solamente en el final de la guerra se la consideró como integrante legítima.
A pesar de la igualdad de género que proponía la CNT desde sus orígenes, muchas de las mujeres que militaban en el movimiento pensaban que era necesario que hubiera una organización específica de mujeres para desarrollar plenamente sus capacidades y su lucha política. Como fruto de estas inquietudes comienzan a organizarse y a surgir grupos. En 1934 se crea en Barcelona el Grupo Cultural Femenino que junto con el grupo redactor de la revista Mujeres Libres (periódico) de Madrid en el que participan Lucía Sánchez Saornil, Mercedes Comaposada Guillén y Amparo Poch y Gascón, será el embrión de la futura organización.
La federación creció rápidamente durante la guerra civil y se estima que en octubre de 1938 tenía más de 20.000 integrantes. No todas ellas eran anarquistas puesto que una de las claves de Mujeres Libres era acabar con la tripe opresión que padecía la mujer de la época: la opresión de clase, de género y la opresión cultural. Pusieron mucho empeño en esta última opresión, puesto que la mujer tenía unas altísimas tasas de analfabetismo.

## Guerra y Revolución en España, 1936-1939

### Presencia anarquista en la Guerra Civil Española

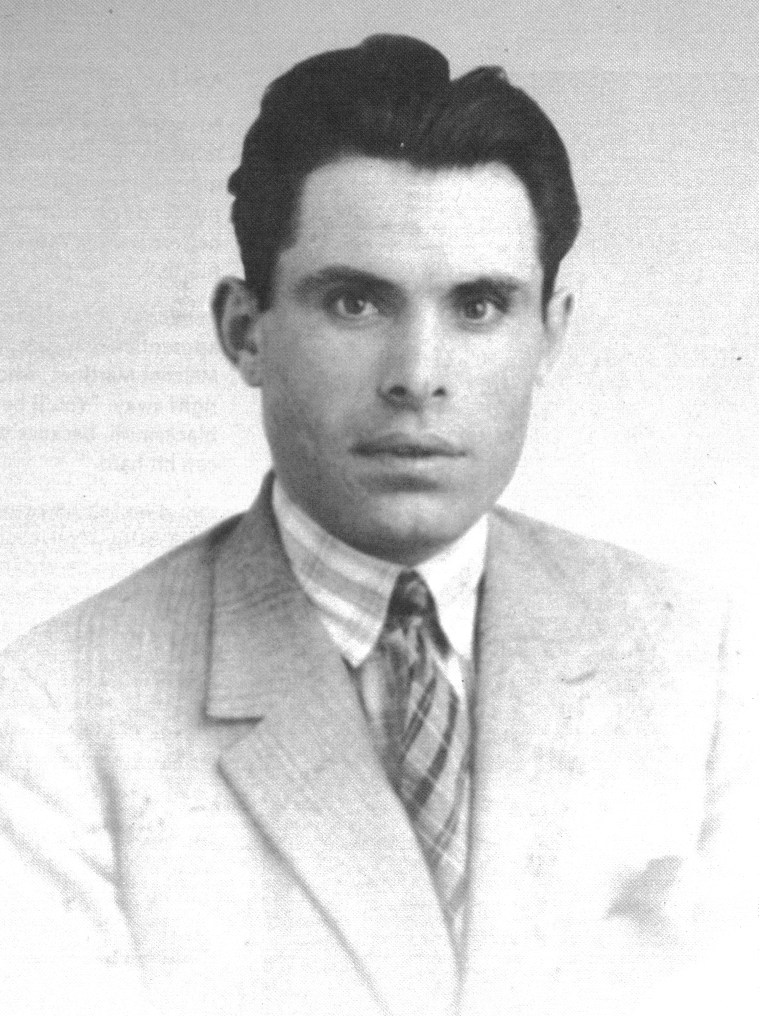
Buenaventura Durruti

El gobierno republicano respondió al intento de alzamiento militar con una notable ineficacia y falta de acción. La CNT había advertido al gobierno de un alzamiento basado en Marruecos meses antes e incluso dio la fecha y hora exacta de este, 19 de julio a las 5 de la madrugada, información obtenida a través de una red de espionaje. Aun así, el gobierno, dirigido por Santiago Casares Quiroga, se negó a armar a los trabajadores, pensando que significaría la revolución. Las milicias obreras, por su parte, estaban en alerta días antes del planeado alzamiento militar. En CNT el aparato militar se conformaba mediante los comités de defensa.
El alzamiento se adelantó dos días, al 17 de julio en Marruecos y Canarias, el 18 pasaría a Sevilla, y el 19 a Córdoba, Cádiz, Madrid, Barcelona y otros lugares. El 20 se produciría el levantamiento en el norte. El levantamiento fracasó en ciudades defendidas fuertemente por los militantes anarquistas, como en Barcelona, Gijón o San Sebastián. Algunos bastiones anarquistas, como Zaragoza, Sevilla o La Coruña cayeron bajo el control de los sublevados, debido a la falta de armas y a una preparación deficiente. El gobierno aún seguía negando las armas, e incluso diciendo que las fuerzas "golpistas" habían sido aplastadas en lugares en que realmente no lo habían sido. Debido principalmente a las milicias de los partidos de izquierda y de los sindicatos las fuerzas rebeldes no pudieron consumar el pronunciamiento, produciéndose como consecuencia la guerra civil.

Durante el periodo de las milicias, la práctica desaparición de cualquier sector del ejército, fiel al gobierno y el fermento revolucionario que se estaba desarrollando por todo el país, fueron las causas de la rápida aparición de un improvisado ejército de voluntarios, dispuestos a terminar con los últimos reductos de los sublevados. Las estimaciones más ajustadas hablan de más de 100.000 milicianos en todo el país. La mitad de ellos pertenecían a los sindicatos de la CNT, 30.000 a la UGT, 10.000 al Partido Comunista, 5.000 al POUM (en su mayor parte, en Cataluña). A las milicias obreras se unió un contingente de 12.000 guardias de asalto, algunos centenares de guardias civiles, algunos miles de soldados y apenas 200 oficiales del antiguo ejército.
P. Broué, E. Témine, La révolution et la guerre d'Espagne, 1961

Las milicias anarquistas eran notablemente libertarias, negándose a nombrar jefes militares estables, y decidiendo algunos puestos de responsabilidad en asamblea. En otros casos era la Organización (CNT-FAI, ya íntimamente ligadas) quien nombraba los responsables. No poseían un sistema de rangos, no había saludos especiales, y los llamados "comandantes" eran elegidos por las propias tropas. La unidad anarquista más conocida fue la Columna Durruti, liderada por el conocido militante Buenaventura Durruti. Comenzó con unos 3000 milicianos, y llegó a un máximo de 8.000 hombres. La muerte de Durruti el 20 de noviembre de 1936, (en la Batalla de Madrid) debilitó la moral de la columna. Casi un cuarto de la población de Barcelona asistió al funeral de Durruti. Hubo otras columnas anarquistas célebres como la Columna de Hierro, compuesta por anarquistas valencianos, la Columna Ascaso, o la Columna Sur-Ebro, ambas catalanas.
Las milicias anarquistas se irían incorporando al Ejército Popular Republicano en el invierno de 1936-37, en medio de un rechazo por parte de los militantes anarquistas ante el pactismo de los líderes de la CNT y la FAI. Hasta el final de la guerra alrededor de un tercio de los soldados republicanos estaban afiliados a la CNT.

### Colaboración de la CNT-FAI con el gobierno durante la guerra
Durante los primeros días del alzamiento del ejército la situación estaba lejos de estar clara. Había informaciones contradictorias de hasta dónde llegaba la sublevación. El estado republicano se había hundido, perdiendo toda su legitimidad a los ojos de las clases populares. El ejército estaba o bien sublevado o bien disuelto de facto (en la zona republicana). Las fuerzas del orden estaban inoperantes, ya que ante cualquier intervención de orden público podrían ser vistas como una colaboración con el golpe militar. La situación en la calle en las ciudades republicanas era de un entusiasmo sin límites. Era una de las pocas ocasiones en el mundo, en la que el pueblo había derrotado al ejército militarmente.
En Barcelona las diferentes fuerzas antifascistas habían formado el Comité Central de Milicias Antifascistas de Cataluña (CCMA), que en aquellos momentos hizo las veces de gobierno regional. En este CCMA participaban representantes de la CNT que habían decidido que era mejor colaborar y derrotar a los militares (cosa que, según se creía entonces, duraría unas pocas semanas) y después instaurarían el comunismo libertario. El rechazo a "tomar el poder" el 20 y el 21 de julio de 1936 hizo que a la CNT no le quedara otro remedio que compartir el poder que ya tenía en la calle. Al mismo tiempo en una multitud de pueblos y ciudades se constituyeron comités revolucionarios entre las distintas fuerzas antifascistas, dependiendo de la relación de fuerzas existente en cada situación. La CNT se puso ante la disyuntiva de elegir entre colaboración antifascista o "dictadura anarquista", que era una contradicción de términos, puesto que ignoraba la situación creada en aquellos mismos días en Barcelona, en la que los comités ejercían ya el poder.
Por otra parte, al gobierno republicano (situado en Madrid) le costaría un mes ganar legitimidad. En Madrid cada fuerza política tenía su propia parcela de poder (milicias, locales, cárceles, prensa) y poco caso hacían del gobierno central. Cada cual hacía la guerra por su cuenta. Para aclarar la situación, el 3 de septiembre, Largo Caballero formó un gobierno, en el que participaban por primera vez dos ministros comunistas. Como desde entonces ya estaban atacando políticamente la revolución existente en la calle, en CNT algunos creían que se debía participar en el gobierno, aunque solo fuera para proteger las conquistas revolucionarias. Sin embargo por aquel entonces se rechazó participar.
La situación se desbloqueó cuando en Cataluña, bastión del anarcosindicalismo, se disolvió el CCMA y se formó un gobierno de la Generalidad de Cataluña ampliado a todas las fuerzas políticas y sindicales. La CNT y la FAI eligieron participar en este gobierno. De entre las primeras medidas de este nuevo gobierno regional, estuvo la eliminación de los comités locales revolucionarios y su sustitución por ayuntamientos legales (en los que participaban las mismas fuerzas que antes). De esta manera la CNT entraba legalmente en las instituciones del estado.
Durante el mes de octubre, cuando empeoraba la guerra, prosiguieron las negociaciones que dieron como resultado la aceptación de la CNT de entrar en el gobierno. Se le asignaron 4 ministros: Joan García Oliver ministro de Justicia, Federica Montseny ministro de Salud, (la primera mujer ministro de la historia española), Juan López Sánchez ministro de comercio, y Joan Peiró, ministro de industria. Los dos sectores de la CNT, anarquistas y treintistas, tenían representación paritaria en el gobierno.
Durante la Guerra Civil Española, algunos anarquistas de fuera de España criticaron la decisión de la CNT de entrar en el gobierno. En esos años de guerra el movimiento anarquista español abandonó muchos de sus principios básicos; sin embargo, sentían que esto era un ajuste temporal, y una vez que el fascismo fuera derrotado, continuarían con sus maneras de funcionar. Sin embargo en el seno de la CNT se estaba dando una seria ruptura entre los revolucionarios (afiliados de base, y algunos sindicatos enteros) y los comités superiores, que solían imponer su voluntad burocráticamente. Este choque tuvo una de sus manifestaciones en la creación de la Agrupación de los Amigos de Durruti en 1937. Ciertamente, algunos de los anarquistas que se encontraban fuera de España veían las concesiones como algo necesario, considerando la posibilidad de perderlo todo de ser los fascistas quienes ganaran la guerra. Emma Goldman dijo, "Con Franco a la entrada de Madrid, puedo difícilmente culpar a la CNT-FAI por elegir el mal menor: la participación en el gobierno antes que la dictadura, la perversidad más mortal". Lo cierto fue que en el primer día de estar en el gobierno este decidió desplazarse a Valencia y abandonar Madrid, cuestión harto difícil de justificar ante sus propios militantes.
Aún en nuestros días continúan los debates entre los anarquistas sobre este asunto.

### La Revolución social

Emblema de la CNT, con Heracles y el león de Nemea como motivo.

Durante la lucha contra el fascismo, existió una profunda revolución libertaria en todo el territorio que estaba bajo el dominio de la República, especialmente en Barcelona y en Aragón.
La mayor parte de la economía Española fue puesta bajo el control de los trabajadores. Principalmente ocurrió en las zonas de más influencia anarquista como en Cataluña, Aragón y Valencia. Este fenómeno llegó al 75% del total de la industria, pero en las áreas de influencia socialista la tasa fue bastante menor, exceptuando Asturias, casi puesta por entero bajo control obrero. Las fábricas fueron organizadas por comités de trabajadores, las áreas agrícolas llegaron a colectivizarse y funcionar como comunas libertarias. Incluso lugares como hoteles, peluquerías, y restaurantes fueron colectivizados y manejados por sus propios trabajadores.
Se crearon colectividades agrarias bajo el principio básico de "De cada cual según su capacidad, a cada cual según su necesidad". En algunos lugares, el dinero fue totalmente abolido, para ser reemplazado por vales. Bajo este sistema, el costo de los bienes fueron con frecuencia un poco más de un cuarto del costo anterior. También se municipalizó la vivienda, y se nacionalizaron bastantes industrias (transportes, minas, comunicaciones, etc.).
A pesar de las críticas que exigían la máxima eficiencia (que no consiguieron nunca las empresas en manos privadas), las colectividades anarquistas producían más que antes de ser colectivizadas. Las zonas liberadas recientemente funcionario sobre los principios libertarios: las decisiones eran tomadas a través de asambleas sin ningún tipo de burocracia (cabe mencionar que los dirigentes de la CNT-FAI en este periodo no eran ya tan radicales como los afiliados de base, responsables de estos drásticos cambios). En Aragón existió una federación de colectividades que agrupó a unas 400.000 personas funcionando bajo principios libertarios. Se calculan entre 2 y 3 millones de personas en toda España los que participaron en esta colectivización de la economía.
Junto con la revolución económica, tuvo lugar una revolución cultural. Se eliminaron las tradiciones opresivas. Por ejemplo, se les permitió el aborto, y se hizo popular la idea del amor libre. En muchas formas, este espíritu de liberación cultural fue similar a la de los movimientos de "Nueva Izquierda" de la década de 1960.

### Contrarrevolución
Durante la Guerra Civil, el Partido Comunista fue ganando una considerable influencia debido a su política de "primero ganar la guerra y después hacer la revolución". En realidad los líderes de la CNT también pensaban lo mismo, solo que no lo decían para no enfrentarse directamente con la base. Pero el PCE pasó por el partido de la "responsabilidad política", atrayéndose algunos militares del Ejército Popular Republicano y en general a las clases medias. Sus proclamas de eficacia, su justificación de la militarización de las milicias y su rechazo a la revolución social en curso, lo convirtieron en el partido de referencia para todos los disconformes con la revolución. Los republicanos habían quedado fuera de juego desde julio. Los socialistas tenían a sus bases haciendo la revolución. Los catalanistas habían permitido que la CNT participara en un gobierno. Solamente los comunistas (y los nacionalistas vascos) se negaron a aceptar la revolución. Además, la necesidad de ayuda militar a la República solo fue cumplida por parte de la Unión Soviética, que supo canalizar esta ayuda para ganar poder político en la República.
Pronto los comunistas ganaron un inmenso prestigio, que utilizaron políticamente para colocarse con ventaja en las instituciones republicanas (gobiernos civiles, comisarios políticos, cargos importantes del ejército, etc.). Tras estos avances, intentaron ir minando el apoyo social a la revolución, en algunos casos por la fuerza. Pravda anunció en diciembre de 1936 que "...la limpieza de trotskistas y anarco-sindicalistas ya ha comenzado. Será llevada a cabo con el mismo vigor que en la U.R.S.S." Otro comunista proclamó osadamente en una entrevista que "despacharían rápidamente a los anarquistas luego de la derrota de Franco". La política comunista fue apoyada tácitamente y de forma progresiva por los republicanos, los nacionalistas vascos y catalanes y sectores del partido socialista (el sector de Indalecio Prieto, el de Juan Negrín...).
Lo más importante, tal vez, fueron las medidas para destruir las milicias, que dirigían discutidamente el esfuerzo de la guerra tanto en espíritu como en acción. Las milicias fueron militarizadas e integradas en el Ejército Popular Republicano. Esto tuvo el efecto de desmoralizar a los milicianos y quitarles la ilusión por lo que habían estado luchando. Vladímir Antónov-Ovséyenko, trabajando en España para Stalin había predicho esto en 1936: "Sin la participación de la CNT, no será posible, por supuesto, crear el entusiasmo y disciplina apropiados en la milicia republicana." Este proceso de militarización provocó que varios miles de milicianos anarquistas abandonaran el frente. Incluso una agrupación entera de la Columna Durruti (el sector de Gelsa) abandonó el frente llevándose las armas consigo. Serían quienes constituirían más tarde la Agrupación de los Amigos de Durruti.
La Contrarrevolución tuvo dos hechos destacados en forma de choques armados. Por un lado, las Jornadas de mayo de 1937 en las que durante una semana combatieron los grupos revolucionarios de Barcelona (POUM, Comités de Defensa de la CNT, Juventudes Libertarias y la Agrupación de los Amigos de Durruti) contra las fuerzas republicanas de la Guardia Nacional Republicana y de los comunistas del PSUC. Este choque provocó más de 500 muertos y significó el fin formal de la revolución libertaria en Cataluña. También implicó la disolución del gobierno de la Generalidad de Cataluña y la pérdida de autonomía de Cataluña. La CNT como protesta hizo dimitir a sus 4 ministros y la tormenta política del mes de mayo terminó dando pie al nuevo gobierno de Juan Negrín, mucho más partidario de terminar con la revolución que Largo Caballero.
Por otro lado, en Aragón, el otro símbolo de la revolución libertaria, las colectividades agrarias, fueron disueltas en agosto de 1937 (durante la Batalla de Belchite en la que estaban implicadas las divisiones anarquistas) manu militari por las tropas de Enrique Líster. Se supo que varios anarquistas fueron hechos prisioneros bajo órdenes comunistas, en lugar de pelear al frente; y lo que es más, muchos de esos prisioneros fueron luego torturados y asesinados. También se disolvió el organismo político que las defendía, el Consejo de Aragón, y sus responsables fueron encarcelados y acusados de varios cargos falsos.
Este aplastamiento de la revolución provocó el desánimo en la retaguardia republicana al convertirse la guerra en una guerra civil entre dos ejércitos convencionales, ya sin elementos revolucionarios. El hundimiento del frente de Aragón, en 1938 está vinculado a esta desmoralización.

## El franquismo, 1939-1975
El triunfo del bando sublevado en la Guerra civil española supuso el aplastamiento del anarquismo y de todos sus logros hasta entonces. En 1939 los anarquistas o estaban en el exilio, o presos o muertos. Sin embargo, ya desde ese mismo instante comenzaron a surgir grupos en el interior que reorganizaron los diferentes comités. Al ser una actividad clandestina, y dado el grado de represión existente (150.000 ejecuciones o muertes en prisión entre 1939 y 1945; y alrededor de 1 millón de presos y otros represaliados), se daba el caso del solapamiento de varios comités que no se conocían mutuamente. Entre 1939 y 1945 fueron desarticulados 14 comités nacionales de la CNT. Hay que tener en cuenta que al caer un comité, este en su caída arrastraba a cada comité regional, a algunas federaciones locales, a la prensa y a los comités de la FAI. En total en cada caída podían ser detenidas entre 150 y 200 personas. Relacionados con estos 14 comités fueron detenidas unas 5.600 personas.
Hacia 1944 con la evolución de la Segunda Guerra Mundial, en la que los Aliados comenzaban a derrotar al Eje, el ambiente en España cambió. Durante unos años se consideró la posibilidad de que los Aliados intervinieran en España y derrocaran el franquismo. Esta posibilidad también era contemplada por el régimen, que aflojó la represión. Entre unas cosas y otras los grupos clandestinos se reorganizaron de una forma insospechada. En 1945, la CNT en el interior tuvo un gran auge, teniendo sindicatos en toda España, especialmente en Barcelona, donde había unos 20.000 afiliados y 15 sindicatos. Unas 60.000 personas se reorganizaron en sindicatos por toda España en la clandestinidad más absoluta. En Canarias o en Galicia la cifra de afiliaciones incluso rivalizaba con la anterior a la guerra. Este clima de lucha se repetía en los montes y cordilleras ibéricos que veían el nacimiento de las guerrillas, conocidas como maquis. En Barcelona, el maquis también estuvo presente en forma de guerrilla urbana.
Pero para el año 1947, una vez que el franquismo se congració con las potencias vencedoras de la guerra mundial, y erigido en defensa estratégica contra el comunismo amenazante de la URSS, la situación volvió a cambiar. La represión se agudizó, los distintos partidos y sindicatos clandestinos fueron desmantelados casi totalmente y las guerrillas fueron derrotadas. Hacia 1950 la oposición al franquismo había sido derrotada.

### El exilio
La huida a Francia y al norte de África de cientos de miles de personas (450.000 al sur Francia desde Cataluña en febrero de 1939) supuso un sobresalto para el estado francés. En un primer momento albergó a los refugiados en improvisados campos de concentración en las playas del sur de Francia. Entre otras unidades militares (220.000 soldados republicanos entraron en Francia) estaba la 26 División, la antigua Columna Durruti, que fue la única que entró armada en Francia.
Cuando Francia entró en la Guerra Mundial, los refugiados republicanos fueron utilizados como mano de obra para las infraestructuras militares francesas. Miles de españoles participaron construyendo la Línea Maginot. Muchos de ellos, cuando Francia fue derrotada por los nazis, acabarían en el campo de concentración de Mauthausen. Los españoles participaron en otras construcciones de defensas marítimas, en la construcción de pantanos y canales, etc.
Hubo españoles que se alistaron en los ejércitos aliados durante la Segunda Guerra Mundial. Entre otras acciones, 1200 españoles (mayoritariamente de la CNT) participaron con el ejército británico en el desembarco de Narvik (Noruega), en abril de 1940. Otros españoles se alistaron voluntariamente (aunque a no pocos se les ofrecía la elección entre la Legión o la deportación a España) en la Legión Extranjera Francesa. Varios miles combatieron con el General De Gaulle en la conquista del Chad y del África Ecuatorial Francesa. También participaron en los servicios de inteligencia aliados, como Francisco Ponzán Vidal y su grupo, que se dedicaban a trasladar aviadores aliados a través de España hasta Gibraltar.
Cuando Francia fue derrotada por los nazis, los españoles participaron también en las guerrillas antifascistas que se fueron formando en 1942 y 1943 en la zona ocupada. También en estas guerrillas había anarquistas, aunque participaban mezclados con otros españoles de otras ideologías.
Ya en 1943, la CNT en el exilio comenzaba a reconstruirse. En junio de 1943 se realizaría el Pleno de Mauriac, en el que se reorganizaría el movimiento libertario tanto en la Francia ocupada por los nazis como en la del Régimen de Vichy. La organización se fue estructurando en torno a las obras hidráulicas, las arroceras de Camargue, las Minas de Gran Combre, Carmaux, los boques normandos y bretones y finalmente a los grandes núcleos urbanos de Burdeos, Marsella, Béziers y Montpellier. El proceso de reconstrucción culminó en el Pleno de Muret, celebrado en marzo de 1944, en el que poco antes del desembarco aliado en la playa de Normandía, quedó vertebrada toda la CNT en Francia.
En mayo de 1945 se celebró en París el congreso de la CNT del exilio. Se constataba la reconstrucción de la organización, que era la más numerosa entre los exiliados españoles en Francia. En el congreso estaban representados 35.000 afiliados. Se reafirmaron en la línea del congreso de Zaragoza de 1936, y renunciaron a la vía "colaboracionista" que la CNT había seguido durante la guerra civil. Sin embargo, también existía una corriente "circunstancialista" que consideraba que los tiempos guerra aún no había terminado (y no deberían terminar hasta derrocar la dictadura de Franco) y que el pacto antifranquista aún era necesario. Esta postura era minoritaria en el exilio pero mayoritaria en el Interior y generaría fuertes roces internos que llevaron a que el sector favorable a pactar con el resto de fuerzas antifascistas fuera expulsado. Finalmente este sector colaboraría en los diferentes (e ineficaces) "gobiernos en el exilio" que se formarían durante estos años.

### El maquis anarquista

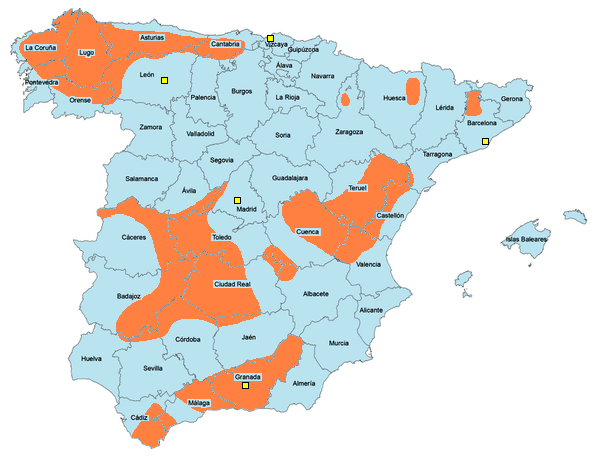
Mapa de la resistencia de los maquis al régimen franquista.

Con la victoria del ejército nacional en 1939, e incluso desde antes en las zonas conquistadas por él, se venían formando grupos guerrilleros. Este fue el caso de Huelva, de Galicia o de Asturias (a partir de su caída en 1937). En 1939, los que estaban en el monte no combatían, eran "huidos" que escapaban de la represión. Pero en 1944 al hilo de las victorias aliadas en la Guerra Mundial, se van produciendo sucesivas entradas por la frontera francesa de grupos organizados de guerrilleros con armas modernas. En su mayoría son comunistas, pero en la zona de Cataluña y Aragón predominarían los anarquistas.
Entre 1939 y 1944 eran mayoritarios en los montes los militantes socialistas, seguidos de anarquistas y comunistas. Pero con las nuevas armas de Francia, y sobre todo con los cuadros militares que venían de allí, los comunistas tomaron la iniciativa en el monte. El período álgido de las guerrillas en el monte sería 1945-1947, declinando a partir de entonces. En 1952 el PCE renunció a la lucha armada como medio para derrocar el franquismo. La CNT desautorizaría, por su parte, la lucha armada en 1953. Pero entre los grupos o agrupaciones guerrilleras rurales abundaban los anarquistas también. Un ejemplo de esto es el Bernabé López Calle, el "Comandante Abril" de Cádiz, que comandó un grupo guerrillero. Otros guerrilleros anarquistas famosos fueron el "Manco de La Pesquera" (sistema ibérico), "Pín el Cariñoso" (Cantabria), los "Jubiles" (Córdoba), "Roberto" (Málaga), etc.
Fue en Cataluña donde la guerrilla tuvo un carácter más claramente anarquista. Solían estar relacionados con las Juventudes Libertarias como el grupo de Quico Sabaté, el de "los maños", el de Josep Lluís Facerías (y su intento de crear un Movimiento Ibérico de Resistencia (MIR)), entre otros. En el campo destacaba la guerrilla de Marcelino Massana, conocido por "Pancho" que operaba en la comarca del Bages y sobre todo el Bergadá en Cataluña. Tenía unas 50 bases en diferentes masías y refugios de montaña y duraría hasta 1951. Cuando en 1953 la CNT se desentiende de la lucha armada solamente quedaban unos pocos grupos que operaban por su cuenta. Entre otros estaban los de "Caracremada", Quico Sabaté o Facerías que se pasarían la década de los 50 en combate.

### Los complots contra el franquismo
Los primeros intentos de asesinar al general Franco ocurrieron ya durante la guerra. El primero de todos lo intentó llevar a cabo el anarquista tinerfeño Antonio Vidal, en la sede de la Comandancia de Santa Cruz de Tenerife, a cuatro días de iniciado el levantamiento militar de 1936. Fue delatado y el atentado se frustró. Durante la guerra hubo otros intentos, sobre todo llevados a cabo por militares.
En 1947, el anarquista Pedro Androver Font, más conocido por el sobrenombre de "El Yayo", colocó dos bombas para asesinar a Franco, ambas en la Catedral de Barcelona en días distintos. El "Yayo" fue detenido en octubre de 1949 y sería fusilado en 1952.
Después de la guerra el más célebre fue el intento de atentado aéreo de San Sebastián en 1948. Se trataba de una operación llevada a cabo entre los anarquistas Pedro Mateu, Laureano Cerrada, Primitivo Pérez, José Pérez "El Valencia" y Antonio Ortiz Ramírez (estos dos últimos habían pertenecido al antiguo grupo anarquista "Los Solidarios"), que prepararon una avioneta para que pudiera soltar bombas en un desfile que presidiría Franco en la ciudad. La avioneta salió de Francia, pero pronto fue interceptada por dos cazas del ejército que impidieron cualquier acercamiento posterior.
En 1949 el grupo anarquista "Los Maños", que había contado con apoyo de Josep Lluís Facerías, se trasladó desde Francia hasta Madrid para atentar en las inmediaciones del Palacio del Pardo, vivienda habitual de Franco. Un militar les había pasado información a cambio de 200.000 pesetas, que habían conseguido atracando un banco. Pero todo el plan se vino abajo cuando el contacto se echó atrás y se quedaron sin la información.
En 1962 la organización Defensa Interior intentará llevar a cabo un atentado con bomba contra Franco en San Sebastián. Para llevarlo a cabo contaron con el apoyo de ETA, que proporcionó explosivos y logística. Pero los servicios de inteligencia hacen imposible conocer la ruta que seguirá el general.
En la final de la Copa del Generalísimo de 1964 en el Estadio Santiago Bernabéu también tuvo lugar un intento de atentado contra Franco. Esta vez entre los conspiradores se encontraba el anarquista británico Stuart Christie, de 17 años que se desplazó hasta Madrid con un kilo de explosivos envuelto entre su ropa. La carga debía ser colocada en algún lugar del estadio, pero fue detenido por la policía antes de llevar a cabo la acción.

### El tardo-franquismo
En el interior uno de los acontecimientos más importante de estos tiempos fue la huelga general de Cataluña en febrero y marzo de 1951 que se desencadenó como consecuencia de una subida de las tarifas de transportes públicos (la huelga de los tranvías), en donde fueron detenidos 15 cenetistas por instigar a la huelga. Las huelgas bajo el franquismo solían ser espontáneas, sin depender de grupos políticos o sindicales, que se sumaban a la huelga una vez empezadas estas.
Las relaciones de la CNT del interior con las demás organizaciones obreras clandestinas (sobre todo con la UGT) dio origen a la formación de la Alianza Sindical Obrera (ASO) en 1956. Entre 1958 y 1960, la ASO colaboró en las luchas de los mineros asturianos de 1958, cuya importancia provocó por parte del gobierno la declaración del estado de excepción. Por otro lado, en el exilio, se creó la Alianza Sindical entre CNT, UGT y STV (Solidaridad de Trabajadores Vascos) que pronto entraría en competencia con la ASO. Ambas llevarían una existencia poco activa. La ASO se disolvería en 1965.
En el período 1955-65 la actividad anarquista quedó bajo mínimos. No eran pocos los que vaticinaban su segura extinción. Se trataba de un período en el que los antiguos militantes escondían su anterior militancia y no querían que sus hijos siguieran sus pasos por miedo, con lo que se rompía la continuidad histórica del anarquismo. Pero el movimiento obrero seguía activo independientemente de los anarquistas. Tras la Huelga minera de Asturias de 1962 se irían formando de forma espontánea comités obreros que darían origen a las Comisiones Obreras. Progresivamente las Comisiones Obreras -con los años más parecidas a una central sindical y no a una red de asambleas de trabajadores- fueron ocupando el espacio sindical que en otros tiempos había ocupado la CNT en el movimiento obrero.
Ahondando en la falta de rumbo en que se encontraba la CNT del interior, en 1965 tendría lugar un intento de acercamiento de ciertos miembros de CNT con representantes del Sindicato vertical franquista. Se los conoció como "cincopuntistas", porque su acuerdo con los representantes del régimen constaba de cinco puntos. La idea era poder operar de forma más abierta. Pero los acuerdos fueron rechazados casi unánimemente por el resto de la confederación. Resultado de este rechazo fue la detención del comité nacional de CNT unos meses después. Aunque esta vez, y por vez primera, sus miembros serían juzgados por un tribunal civil, y no militar como hasta entonces.
Durante los años 60 las fuerzas de la oposición estaban conformadas por jóvenes estudiantes y trabajadores que provenían de medios semi-acomodados. Se trataba de una generación de "hijos de los vencedores" de la guerra civil, que por evolución personal llegaron a profesar ideas de izquierda. Por lo general venían del movimiento cristiano de base, que tras el Concilio Vaticano Segundo, había dado un giro a la política social de la Iglesia. En España el régimen franquista era bastante permisivo con estos grupos cristianos y se formaron la Hermandad Obrera de Acción Católica (HOAC) y la Juventud Obrera Cristiana (JOC). En estos grupos comenzaron a militar numerosos jóvenes que más tarde se decantarían por las diversas ramas comunistas o que acabarían incluso en la CNT.
En el ámbito estudiantil comenzaron a surgir iniciativas libertarias como el Grupo Acracia de Madrid, en el que participó el profesor Agustín García Calvo o el entonces estudiante Fernando Savater. Este grupo no estaba vinculado a la CNT, sino que participaba en el movimiento estudiantil del momento, y llevó a cabo huelgas y encierros de facultades. Tampoco estaba vinculado al movimiento juvenil libertario de la época, más dedicado a llevar a cabo acciones armadas contra el franquismo. Este grupo sería, de alguna forma, un antecesor de los movimientos estudiantiles europeos de 1968.

### Defensa Interior
Hacia finales de los años 50 el movimiento libertario en el interior había quedado prácticamente desarticulado. En el exilio se vivía un antifranquismo "institucional", es decir, que se intentaba molestar lo menos posible a los estados europeos tratando que estos a su vez dejaran en paz a las organizaciones antifranquistas. El movimiento libertario español en el exilio también cayó en esta dinámica. La situación comienza a variar en 1960, cuando por mediación de Quico Sabaté un grupo de jóvenes libertarios en el exilio se van uniendo a la lucha antifranquista. El clima político internacional tras la victoria de la revolución en Cuba es propicio a volver a las armas.
En el Congreso de Limoges de 1961 el movimiento libertario decide crear Defensa Interior, destinada a organizar acciones contra la dictadura franquista. El congreso acababa con la escisión en CNT (que se había generado en 1945), y además da pie a otros plenos y congresos regionales y locales de la FAI y de las Juventudes Libertarias (la FIJL). Desde Defensa Interior se llevaron a cabo docenas de acciones con bomba en España y en el extranjero que atrajeron la atención de la prensa internacional sobre la dictadura franquista entre 1962 y 1964. Además planearon llevar a cabo atentados contra Franco, que fracasaron. En uno de estos fracasos resultaron detenidos y después ejecutados Joaquín Delgado Martínez y Francisco Granados Gata, dos jóvenes libertarios.
Pronto chocaron con la línea oficial de la CNT, que no quería verse relacionada con este tipo de acciones. Sin embargo, ya se había reactivado la solidaridad internacional con España. Fruto de la polémica interna es la creación por parte de los jóvenes libertarios del Grupo Primero de Mayo para seguir con sus actividades revolucionarias sin interferir con las siglas históricas. Este grupo secuestraría a monseñor Marcos Ussía, consejero eclesiástico de la embajada española ante la Santa Sede el 30 de abril de 1966.
La explosión social de 1968 en Francia no tomó a los militantes libertarios por sorpresa. Muchos de ellos participaron del movimiento huelguístico y en los disturbios. Pero justamente el tipo de anarquismo que estaban adoptando las nuevas generaciones lo hacían incompatible con las organizaciones clásicas del movimiento libertario español. En 1969 las FIJL languidecen, extinguiéndose en 1973. Desde entonces el relevo lo tomaría el Movimiento Ibérico de Liberación (MIL) y el anarquismo autónomo que se formaría en torno a su lucha.

## La era democrática, 1975-2010

### La Transición a la democracia
Durante los años postreros del régimen franquista comenzó a desarrollarse un potente movimiento asambleario en todo el país. Se trataba de numerosos colectivos sociales que comenzaban a tomar conciencia de su condición. Muchos de ellos fueron confluyendo en las Comisiones Obreras, otros en las distintas luchas de los barrios, en las luchas por la educación, estudiantiles, prisiones, anti-psiquiatría, etc. A pesar de este nuevo clima político y social la CNT se encontraba bajo mínimos en los primeros años 70. Pero ya había grupos anarcosindicalistas y autónomos que actuaban tanto en la clandestinidad como en el seno de algunas organizaciones obreras y estudiantiles.
Uno de estos grupos autónomos fue conocido como el Movimiento Ibérico de Liberación. Ideológicamente, el MIL rechazaba cualquier actividad política o sindical, pues preferían una unidad de estas dos tareas, y preconizaba la agitación armada como herramienta de liberación de la clase obrera contra el capitalismo. Asumía tendencias como el consejismo y el situacionismo, además del anarquismo, como alternativas al marxismo tradicional. Creado en 1971, llevaron a cabo varios atracos, y distintas acciones políticas. En uno de estos atracos murió un policía, Francisco Anguas, de la brigada político-social de Barcelona. Por esta muerte fue condenado a la pena capital Salvador Puig Antich, miembro de los MIL, que fue ejecutado a garrote vil en la cárcel "Modelo" en marzo de 1974. El caso de Puig Antich fue muy sonado en toda Europa, y volvió a traer el anarquismo a la primera plana de la política nacional (a pesar de que ideológicamente fuera autónomo). El marxismo heterodoxo influiría de forma indirecta al anarquismo a partir de 1968, dándose un nuevo anarquismo autónomo a caballo entre el comunismo de consejos y el comunismo libertario. En Asturias, por ejemplo, aparecería el grupo CRAS (Comunas Revolucionarias de Acción Socialista), cuyos miembros reforzarían posteriormente a la CNT hacia 1970. En su fundación destacó el que fue secretario general de la CNT José Luis García Rúa.
Con la muerte del dictador los distintos grupos anarcosindicalistas y anarquistas comenzaron a llevar a cabo la reconstrucción del sindicato. Priorizaron la reconstrucción de la CNT a su intervención como tendencia dentro de CC.OO. Y el 29 de febrero de 1976 se llevó a cabo una asamblea en la iglesia de Sant Medir, situada en el barrio de Sants (Barcelona). A ella asistieron unas 500 personas, que animadas con el apoyo con el que contaban (del todo inesperado, dado la situación en la que se encontraba la CNT hasta entonces) decidieron seguir adelante con la reconstrucción del sindicato. Los primeros debates giraron en torno a si había que construir un sindicato o bien una organización integral libertaria, que agrupara las diferentes formas de entender el anarquismo dentro de la misma organización.
El primer mitin público de la CNT tuvo lugar en Mataró el 30 de octubre de 1976. Se realizó en el pabellón de deportes de la ciudad y asistieron unas 4000 personas. Después de este mitin, tuvieron lugar otros actos públicos en otros lugares y se comenzó a implantar en serio el sindicato a nivel laboral. Visto el estado de ánimo de la calle, las centrales sindicales más fuertes de la época (CCOO, USO, UGT, CNT, SOC (sindicato catalanista), etc.) convocan una primera huelga general en Cataluña, el 12 de noviembre de 1976, que es vista como una prueba de fuego de todo este reconstituido sindicalismo en la nueva situación democrática. Los anarquistas, aunque participaron en la huelga general, tuvieron una participación más destacada en la huelga de Roca en Gavá, entre octubre de 1976 y febrero de 1977 promoviendo la asamblea de trabajadores como órgano de decisión, al que igual que proponían también los autónomos. La victoria en la huelga (readmisión de 35 trabajadores sobre 46 despedidos) puso en contacto a los partidarios de las asambleas obreras (los autónomos; muchos provenientes del catolicismo de base) y el anarcosindicalismo.
Mientras tanto se van produciendo grandes movimientos callejeros en favor de la amnistía de los presos políticos, que hace que salgan a manifestarse a finales de 1976 unas 70.000 personas; y muchas miles más en otras manifestaciones por la Amnistía. Se forma la Coordinadora de Presos en Lucha, COPEL en las cárceles, que más tarde llevarán a cabo grandes huelgas de hambre y motines en hasta 70 prisiones. Los anarquistas no hacían distinciones entre presos políticos y comunes, llamándolos a todos "presos sociales". Cuando se celebraron las primeras elecciones democráticas en 1977, en las cárceles españolas quedaban unos 30 presos sin amnistiar, en su mayoría libertarios. Ese número se fue ampliando a lo largo de la década debido a los conflictos sociales, que iban siendo reprimidos con dureza. También apareció una oleada de "atracadores sociales", es decir, atracadores de origen humilde que tenían simpatías por los movimientos revolucionarios y que donaban una parte de sus ganancias a causas sociales. No pocos de ellos acabaron en prisión y se relacionaron con los presos anarquistas. A primeros de los 80 se cifraban en alrededor de un centenar los presos libertarios, presos por diversas causas.
También aparecieron reivindicaciones entre los enfermos mentales, al estilo de Alemania (SPK, Colectivo Socialista de Pacientes), mediante el movimiento de psiquiatrizados en lucha. Eran también los primeros años del ecologismo en España y de la objeción de conciencia al ejército, aunque el anarquismo apenas influyó en estos primeros momentos. El movimiento feminista tampoco fue influido mayormente por el anarquismo, a pesar de existir bastantes grupos anarcofeministas.
La contracultura se va acercando paulatinamente al anarquismo en los 70, mediante la aparición de revistas como Ajoblanco, la revista Star o El Viejo Topo, así como el movimiento underground (por ejemplo, los Cómics del dibujante Nazario), el movimiento hippie, y cierto sector del recién nacido movimiento gay. En 1978 se crea la primera emisora considerada como Radio Libre de España, en Granollers en 1977, será Radio Maduixa y dará origen a un movimiento que aún perdura. La seguirá Ona Lliure en Barcelona y otras más en todo el estado. En otro orden de cosas, se irán constituyendo en Madrid y en Barcelona sendos Sindicatos de Espectáculos, que posteriormente se irían adhiriendo a CNT. En Madrid, participa e impulsa el sindicato, entre otros, Fernando Fernán Gómez. En Barcelona, la llamada "farándula libertaria" irá desarrollando el embrión del sindicato, que tomará la iniciativa de convocar las Jornadas Libertarias Internacionales, del verano de 1977. En los años 70 se extendieron por toda España las comunas, a imitación de las que se estaban creando en otros países. Se darían tanto en las ciudades como en los pueblos.
En aquellos primeros meses de 1977 se reconstruía la FAI, pero nada más fundarse sufrió una redada policial que llevó a prisión a unas 70 personas de todo el estado bajo la acusación de que era una organización terrorista. La FAI sería refundada más tarde y participaría sobre todo en la vida sindical interna de la CNT. Los grupos anarquistas de la época se dedicaron, sobre todo, a abrir Ateneos libertarios, solamente en Barcelona y alrededores hubo una veintena. Funcionaban de forma paralela a las asociaciones de vecinos, que comenzaban a estar politizadas hacia los partidos de izquierda. Eran una alternativa social en los barrios y eran críticas de las AA.VV. En algunos barrios había ateneos populares, pero generalmente aquel movimiento fue reconducido por la izquierda hacia la integración en el sistema mediante los Centros cívicos, gestionados por los ayuntamientos en los que no cabía la participación ciudadana.
Paralelamente el sindicato sigue creciendo, juntando 25.000 personas en la plaza de toros de San Sebastián de los Reyes, Madrid, que fue el primer baño de masas, el 29 de marzo de 1977. El mitin de Valencia, el mismo año, fue otro acto de masas. La misma situación se fue repitiendo en otros puntos del estado. Pero fue el mitin de Montjüic el acto que aglutinó a más gente, contándose hasta unas 300.000 asistentes. Las Jornadas Libertarias Internacionales, celebradas en el Parque Güell de Barcelona atrajeron a unas 600.000 personas durante una semana de julio de 1977 (ambas cifras según sus organizadores). La CNT en esos momentos (pleno de septiembre de 1977) llegaba a tener unos 130.000 afiliados (aunque también se daban otras cifras como 250.000), siendo la tercera o cuarta central sindical del país. Solo en Barcelona había más de 40.000 personas afiliadas a finales de 1977. Es el punto álgido del renacimiento anarquista de la Transición. Esto haría encender todas las alarmas entre sus enemigos.
A partir de aquí se suceden los actos de masas, y la intervención de la CNT en conflictos obreros, como la huelga de gasolineras de la provincia de Barcelona, la huelga de la Construcción en Asturias y en Madrid, etc. Pero las grandes centrales sindicales y los partidos de izquierda estaban firmando los Pactos de la Moncloa con la derecha post-franquista, que suponían un frenazo al movimiento popular, en plena eclosión entonces. Fue durante una manifestación en contra de este pacto en Barcelona, a la que asistieron unas 10 000 personas, convocada por CNT y los grupos anarquistas, cuando se produce un incidente que marcará la época. Se trata del llamado Caso Scala. Un grupo de manifestantes al finalizar la manifestación lanza varios cócteles molotov contra una discoteca elitista de Barcelona llamada Scala. En ese momento había 4 trabajadores dentro. Los trabajadores murieron asfixiados (2 de ellos además estaban afiliados a CNT). A partir de estas muertes se desata una fuerte campaña mediática, judicial, policial y política de represión y descrédito hacia CNT acusándola de terrorista y encarcelando a sus militantes más destacados (concretamente a quienes podrían haber gestionado el asunto de una forma mejor). En el sindicato hay acusaciones mutuas entre sectores y se producen numerosas bajas de afiliados debido a este incidente. Solo cuando pasaron bastante años se supo que el lanzamiento de los cócteles fue en realidad propuesto por un infiltrado policial (Joaquín Gambín) que pretendía precisamente criminalizar y debilitar a la CNT por no aceptar los Pactos de la Moncloa.
Pero ya desde hacía meses la situación de los sindicatos de CNT se había comenzado a deteriorar. Se daban una serie de enfrentamientos internos entre tendencias por el control del sindicato que habían enrarecido el ambiente. A los sectores del exilio (anarcosindicalistas ortodoxos y los del Frente Libertario), se sumaban muchos otros sectores (autónomos, anarquistas integrales, contraculturales, marxistas, etc.) que hacían la vida en el sindicato difícil. La gestión del caso Scala terminó por dinamitar la organización, que fue perdiendo mucha gente con los meses. A esta situación interna se sumó durante aquellos años la aparición de la heroína, el aumento del paro, la represión, la acción de la extrema derecha y sobre todo el llamado "desencanto" (una desilusión con la política española que hundió las cifras de afiliación a todos los partidos y sindicatos en general). Este desánimo, producido por todas las causas señaladas, arrastró no solo a los sindicatos de CNT sino a todo lo que había generado el anarquismo de entonces: comunas, ateneos, colectivos sociales, revistas, periódicos, etc.
Además en aquellos años tuvieron lugar unas elecciones sindicales. Se trataba de un sistema de participación de los trabajadores en las empresas que tenía su origen en el Sindicato Vertical franquista. Los sectores anarquistas de CNT decidieron boicotearlas, mientras que otros defendían presentarse. Algunos incluso se llegaron a presentar en candidaturas independientes.
El V Congreso, celebrado en Madrid del 8 al 16 de diciembre de 1979, fue la culminación de esta ruptura. En primer lugar, ya se demostraba la fuerte pérdida de afiliación, ya que había unos 29.000 cotizantes. En el congreso los debates subieron de tono, se denunciaron manipulaciones y un sector lo abandonó en pleno. Estos se reunirían después en un Congreso en Valencia y formarían la CNT Congreso de Valencia o CNT Renovada, que con el tiempo daría lugar a la CGT. Los que siguieron en el congreso formaron la CNT-AIT, recalcando con la sigla AIT el hecho de que los escindidos también habían sido expulsados de la AIT.

### Los años 80
Los años 1980 dieron comienzo con un anarquismo fuera de juego en la nueva España democrática. De la CNT que se reconstituyó tras el franquismo habían surgido dos organizaciones distintas: una era la CNT-AIT, que no participaba en las elecciones sindicales y comités de empresa, y la otra la CNT-Renovada, que sí lo hacía. Ambas contaban tan solo con unos cuantos miles o decenas de miles de militantes. En 1983 se produjo en la CNT-AIT una segunda escisión. Según la CNT-AIT, esta escisión fue generada por las negociaciones entre su secretario general, José Bondía, y el vicepresidente del gobierno Alfonso Guerra, que insistía en que la CNT debía participar en las elecciones sindicales. La nueva escisión comenzó un intento de acercamiento con la CNT Renovada, y de esta pequeña fusión salió la llamada CNT Unificada. Como ambas confederaciones afirmaban ser las herederas legítimas de la CNT prefranquista, se dio la circunstancia de que existían dos sindicatos con las siglas CNT, comenzando una disputa por la titularidad de las siglas, incluso judicial. En 1989 la CNT-U se vio obligada a cambiar su nombre al de CGT, Confederación General del Trabajo, debido a una sentencia judicial que daba la razón a la CNT-AIT. Posteriormente la CGT sufrió una escisión que dio lugar al sindicato Confederación Sindical Solidaridad Obrera, al que muchos han calificado como un término medio entre CNT y CGT.
Mientras tanto el anarquismo se había quedado reducido a pequeños grupos de militantes que gestionaban Ateneos Libertarios y sobre todo a la contracultura (algunos artistas de la Movida madrileña se consideraban anarquistas; pero el movimiento contracultural más genuinamente libertario sería el punk). Las radios libres experimentaron en los 80 un crecimiento acusado. Desde Cataluña se extendieron rápidamente al País Vasco, Valencia y Madrid. Este hecho se dio en dos oleadas, la primera del 79 al 83 y la segunda del 87 al 91. En 1983, tuvo lugar en Villaverde (Madrid) una asamblea estatal de radios, que definió lo que era una Radio Libre en el contexto del Estado español .
Otro grupo de anarquistas, formó la FIGA (Federación Ibérica de Grupos Anarquistas), que se dio a realizar expropiaciones, lo que llevó a ser puesta fuera de la ley. En la época había algunos atracadores sociales, es decir, atracadores comunes que tenían algún tipo de conciencia social (considerándose algunos de ellos anarquistas). Durante algún momento de los primeros años 80 llegó a haber alrededor de 100 presos anarquistas en las cárceles españolas.
Al hablar de anarquismo es necesario nombrar otro tipo de movimientos antiautoritarios. Por ejemplo, el movimiento autónomo vasco. En el País Vasco, en los 80 todavía sobrevivían los restos de un potente movimiento asambleario local que tenía los rasgos propios de la llamada autonomía obrera, como sucedía en la Italia de los años 70. Aquel movimiento asambleario saltó a la palestra probablemente con los hechos de Vitoria de 1976, pero ya se daba desde hacía años en multitud de huelgas. Sin querer decir que fueran anarquistas, se trató de un movimiento asambleario que mientas por ejemplo en Cataluña o Valencia acabó orbitando en torno a CNT, en Asturias o Madrid lo hizo hacia CC. OO. y el PCE y en el País Vasco fue hacia el movimiento abertzale.
Sin embargo, allí quedaron algunos grupos que no siguieron ese rumbo: en primer lugar el grupo anarquista Askatasuna, que se formó en los años 70 y que impulsó la CNT en Euskadi hasta que fueron expulsados de la organización. Proponían el anarcocomunismo, no entendido como las ideas de Piotr Kropotkin, sino al estilo de los consejos obreros de los autónomos. En segundo lugar estuvieron los Comandos Autónomos Anticapitalistas que fueron varios grupos armados totalmente independientes de ETA (y también de cualquier otra organización, ya fuera anarquista o abertzale). En tercer lugar, se podría situar una naciente contracultura, que tuvo su momento de apogeo a finales de los años 80 y comienzos de los 90. Se trataba de un movimiento juvenil de estética y gustos punks (el llamado Rock Radical Vasco), muy activo en las okupaciones de gaztetxes, la creación de radios libres y la generalización de los fanzines y las distribuidoras de material "anticomercial" (revistas y música punk).

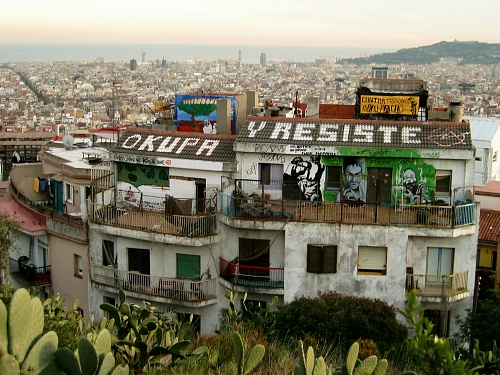
Una okupa en Barcelona.

Como vemos en el caso vasco, se produce en los 80 una especie de ruptura generacional en el anarquismo entre quienes venían del movimiento obrero y quienes, desde la contracultura, creen que el movimiento obrero ya había vivido sus días de gloria y poco o nada tenía que ofrecer en un contexto nuevo. Este rechazo vino de parte de la juventud llegada a las ideas anarquistas a mediados de los años 1980, en pleno conflicto entre los sindicatos CNT y CGT. Como forma de politización esta juventud optó por la contracultura (principalmente la música punk). Y en este nuevo entorno los nuevos militantes anarquistas fueron confluyendo con los diferentes movimientos sociales en cada ciudad como por ejemplo, el antimilitarismo (colectivos como el MOC o el Campi), el antifascismo o la naciente okupa para crear Centros Sociales.
Entre las luchas sociales más destacadas en aquella década (en las que participaron anarquistas), está la de los Astilleros de Puerto Real en 1987 en cuya huelga participó protagónicamente la sección sindical de la CNT, que llegó a tener unos 200 afiliados en el astillero. Recordemos que en estos tiempos los anarquistas son muy minoritarios en la sociedad, y que en la medida de sus posibilidades participaron en las numerosas huelgas de estudiantes, mineros, astilleros, metal, etc. que tuvieron lugar a finales de los 80. Otro caso fue la huelga del puerto de Barcelona en 1986.

### Los años 90
Con la generalización de los Centros Sociales okupados a mediados de los 90, y a partir de entonces, se forjó una generación anarquista nunca había pasado por los sindicatos libertarios limitando su ámbito de actuación a otras luchas sociales (ecologismo, antimilitarismo, okupación, lucha contra las prisiones, antifascismo, feminismo, etc.). En muchos casos se auto-denominaban "autónomos" queriendo diferenciarse de los anarquistas que encontraban demasiado dogmáticos o celosos de un pasado glorioso que veían alejado de su tiempo. Sin embargo, se trataba de colectivos libertarios puesto que en todos predominaba la práctica de la autogestión, el asamblearismo, la rotación de cargos, el antiautoritarismo, etc. que son las ideas-fuerza del anarquismo.
Un ejemplo de este movimiento fue Lucha Autónoma, que era una coordinora de grupos anticapitalistas de Madrid. En ella convivían colectivos anarquistas y comunistas, y a menudo ambas tendencias en un mismo colectivo. La ideología era bastante difusa, aunque claramente anticapitalista, y su movimiento se centraba principalmente en torno a las okupaciones y a la lucha contra los grupos fascistas. De la época de los años 90 en Madrid, se recuerda por las okupaciones como La Guindalera o el CSO Minuesa que sus desalojos provocaron disturbios.
En Barcelona, además de okupación, hubo cierto interés por el cooperativismo creándose en estos años varias cooperativas por la influencia del Proyecto A, alemán (una serie de cooperativas). A primeros de los 90 hubo un despunte de la idea anarquista. Como espacios habría que destacar el Ateneo Libertario del Poble Sec y el de Gracia entre otros ateneos, también El Lokal en el Raval fue un lugar muy transitado por los anarquistas. Estos espacios hacían de sedes de los movimientos sociales, como el antimilitarista, o el que se generó con el levantamiento zapatista en 1994, o con el incipiente movimiento antiglobalización. Hicieron de puente generacional entre el anarquismo más tradicional y el que venía de los movimientos contraculturales, y de la okupación. En 1993 habría que destacar unas Jornadas Libertarias Internacionales que duraron más de una semana. Atrajeron a miles de personas (una media de 500 diarias) dejando claro que el anarquismo no había muerto.
El "fenómeno okupa" que se extendió a mediadiados de los 90, fue una escuela de militancia para muchos jóvenes, igual que lo habían sido los Ateneos en el pasado. Sin embargo, había otra generación anarquista que se politizó a caballo entre la CNT y las okupaciones. Se trataba de la generación de las Juventudes Libertarias de los 90. En el contexto de la época, los recién llegados al anarquismo en aquellos años chocaron con deficiencias burocráticas en la manera de entender el anarquismo desde CNT.[cita requerida] Además iban llegando a España las ideas insurreccionalistas de Alfredo M. Bonanno y otros teóricos del anarquismo moderno italiano. La manera de gestionar algunos sucesos provocaron un malestar entre las Juventudes por un lado y la CNT y la FAI por el otro. Este malestar terminó con el tiempo fraguando en ruptura. Hacia el año 2000 los militantes de la FIJL ya estaba casi todos fuera de la CNT y fueron evolucionando hacia un insurreccionalismo decidido, que junto con otros militantes que ya no pertenecían a FIJL y actuaban autónomamente se dieron a un activismo insurreccional de pequeños atentados y sabotajes. Sin embargo, no aguantaron la represión consecuente, y perdieron fuerza a mediados de los años 2000.
En los años 90, con la caída del Muro de Berlín y la crisis de la izquierda, y la aparición de los zapatistas en Chiapas el anarquismo y los movimientos sociales influidos por él recibieron un nuevo impulso. El ejemplo de una guerrilla que no quería tomar el poder politizó a mucha gente y ayudó a ir creando un movimiento que sería después llamado movimiento antiglobalización.

## Actualidad
Hoy en día el mayor sindicato que se reclama anarcosindicalista es la CGT. Tiene aproximadamente 80.000 afiliados y una cierta presencia en sectores (Transportes, Comunicaciones, Banca, Administraciones públicas, Enseñanza, limpieza, etc.) y en empresas importantes (RENFE, AENA, SEAT, Nissan, Correos, Cacaolat, TMB de Barcelona, etc.). Por territorios destaca su afiliación en Cataluña, Valencia, Andalucía y Madrid. El origen de la separación entre ambos sindicatos vino porque que la CGT participa (a iniciativa del sector que la impulsaba ya desde 1978)[cita requerida], como muchos otros sindicatos, en las elecciones sindicales y en los comités de empresa, recibe por ello subvenciones del Estado y tiene liberados sindicales. Por el contrario, la CNT nunca ha optado por esta vía de acción sindical, prefiriendo su actuación mediante secciones sindicales.

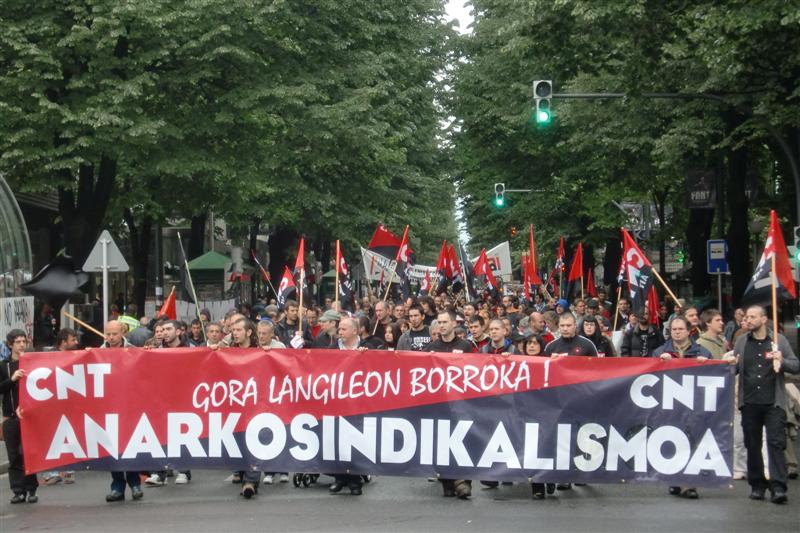
1.º de Mayo: Manifestación de la CNT en Bilbao

La CNT-AIT (en adelante CNT) sigue activa en la actualidad, sin embargo, su influencia es pequeña en el panorama laboral. Considera que participar en los comités de empresa, depender de las subvenciones del Estado y tener liberados sindicales es contrario a los principios anarcosindicalistas, y que supone una dependencia económica de las instituciones, lo que negaría el principio de la autogestión. Esto no le impide tener una actividad cada vez mayor, como lo demuestran las recientes huelgas que ha promovido: los servicios de recogida de basuras de Tomares, en la limpieza de la UPO de Sevilla, la huelga general en Lebrija, en la limpieza de Metro de Madrid, en la gasolinera Brisamar o en la enseñanza pública de la Comunidad de Madrid, además de las huelgas de AUSSA y de diferentes supermercados de Mercadona. La CNT está llevando a cabo un cierto despegue en los últimos años, cuenta ya con más de 120 secciones sindicales en todo el país. Aunque su influencia en realidad se nota en sus manifestaciones, como las de la Huelga General del 29S, o la del 29M, o en las huelgas estudiantiles del 22M del 2012, contando con bloques a los que van varios miles de personas por todo el estado. Otro punto fuerte ocurre durante las grandes manifestaciones del 1 de mayo que se celebran cada año.
En el ámbito laboral, existen además de los sindicatos ya nombrados (CNT y CGT), la Confederación Sindical Solidaridad Obrera que salió de la CGT madrileña en 1989, la llamada CNT Joaquín Costa (una escisión de CNT en Cataluña), SAS (Sindicato Asambleario de la Sanidad; limitado a la sanidad, en Madrid), CATA (Aragón), CAT (Valencia), SAC (Andalucía) o ASSI (Zaragoza). También hay personas libertarias que trabajan desde otros sindicatos como el SAT en Andalucía, o la IAC en Cataluña. 
En 2016 hubo una crisis importante en la Asociación Internacional de los Trabajadores  (AIT) que se saldó con la salida de  varias organizaciones anarcosindicalistas  (CNT-España, FAU, USI, FORA, IWW ) las cuales fundaron en 2018 la Confederación Internacional del Trabajo - International Confederation of Labour (CIT- ICL).
El movimiento obrero está en fase de reorganización en el estado español y es probable que en los próximos años veamos movimientos de convergencia entre algunas de estas organizaciones.
Relacionado con este tema, sigue el interés por las cooperativas, habiéndose creado en los últimos tiempos varios modelos de cooperativismo libertario. Uno de ellos, iría más en la línea de las cooperativas de producción habituales (legales). Se están creando muchos proyectos como bares, librerías, asesorías, etc. que de alguna manera están vinculadas al movimiento libertario y a los movimientos sociales. Ejemplos de esto podrían ser los de Sants Cooperatiu y Gràcia Cooperatiu en Barcelona, y la Federación de Proyectos Autogestionados en Madrid. Hace años que actúa el colectivo ICEA , dedicado a estudiar la economía desde una perspectiva libertaria. Incluso pretenden la recuperación de empresas en crisis por sus trabajadores. En otra vertiente del cooperativismo actual, estarían las cooperativas integrales, en pleno proceso de creación. Son integrales en tanto que pretenden garantizar todas las necesidades básicas de una persona (vivienda, salud, educación, alimentación, ropa, trabajo, etc.) en una misma organización económica. Emplean lo que se conoce como moneda social.
En tanto a las demás organizaciones, en el año 2007, apareció la llamada Federación Ibérica de Juventudes Anarquistas (FIJA), con la idea de difundir las ideas libertarias entre la juventud. A diferencia de la ya nombrada FIJL insurrecionalista, se plantea una colaboración más estrecha con la CNT y una actuación pública y visible. En un principio adoptó siglas diferentes. Esto es porque aunque se reconoce como continuadora de la FIJL histórica, las FIJL anteriores no se disolvieron formalmente, y por lo tanto no podían utilizar las mismas siglas. Esta situación se aclaró en 2012, con la publicación de un comunicado de la FIJL insurreccionalista en la que declaraba que se disolvía y que las nuevas Juventudes podían tomar ese nombre si lo deseaban, cosa que, en efecto, hicieron. Publica la FIJL un informativo llamado El Fuelle, aunque cada grupo publica otros boletines y revistas.
En el ámbito estudiantil entre 2008 y 2012 estuvo activa la Federación de Estudiantes Libertarios que se disolvería en 2013, fundándose en julio de 2014, tras un congreso en la localidad madrileña de Chinchón la Federación Estudiantil Libertaria (FEL) a partir de la confluencia de varios colectivos locales.
Actualmente, a pesar de que muchos anarquistas no simpatizan con el anarcosindicalismo, sí que participan en una multitud de colectivos libertarios, como en los Ateneos libertarios, las distribuidoras contrainformativas, los Centros Sociales okupados, grupos de música, bibliotecas sociales, creándose un movimiento libertario muy diverso y plural. Se podría decir que conviven en muchos de estos espacios anarquistas sociales (anarcosindicalistas, comunistas libertarios, autónomos u otros que busquen incidencia social) junto con insurreccionalistas (que no están tan preocupados por su incidencia social, sino por vivir la anarquía ahora. Se consideran revolucionarios, en tanto que no rehúyen el conflicto con las fuerzas del orden -como a veces han hecho los anarquistas sociales debido a su existencia legal). Los insurreccionalistas no constituyen grupos estables, sino que en muchas ocasiones se forman en el momento para una determinada acción y se disuelven al terminar esta. Por ello es muy difícil cuantificarlos.
Uno de los puntos fuertes del anarquismo (en sus diversas formas) actual son las publicaciones, las revistas y últimamente las ferias del libro anarquista. Se trata de ferias realizadas para mostrar y difundir las publicaciones e ideas anarquistas de forma abierta, saliendo de los típicos circuitos en los que se mueven actualmente. Hay ferias en Madrid, Barcelona, Valencia (es la feria más veterana), Bilbao, Salamanca, Sevilla, Zaragoza y Vitoria. Asimismo casi todos los grupos realizan jornadas culturales libertarias para difundir sus ideas.
Además de esta multitud de grupos y proyectos que se reclaman del anarquismo, existen varias organizaciones federales o coordinadoras que se definen como libertarias en el Estado español. Tienen alguna presencia otras organizaciones como la FAI y la FIJL, la Federación Estudiantil Libertaria FEL en el ámbito estudiantil, la Cruz Negra Anarquista que se dedica a la lucha contra las cárceles. Recientemente se han comenzado a dar por distintos puntos del Estado procesos de coordinación a niveles territoriales menores fruto de los cuales han surgido algunas coordinadoras libertarias como Euskal Herrietako Libertarioak (EHKL), Nafar Libertarioak (Navarra), la Coordinadora anarquista de Mallorca o la Federación Anarquista de Catalunya.